# Rundbogenstil

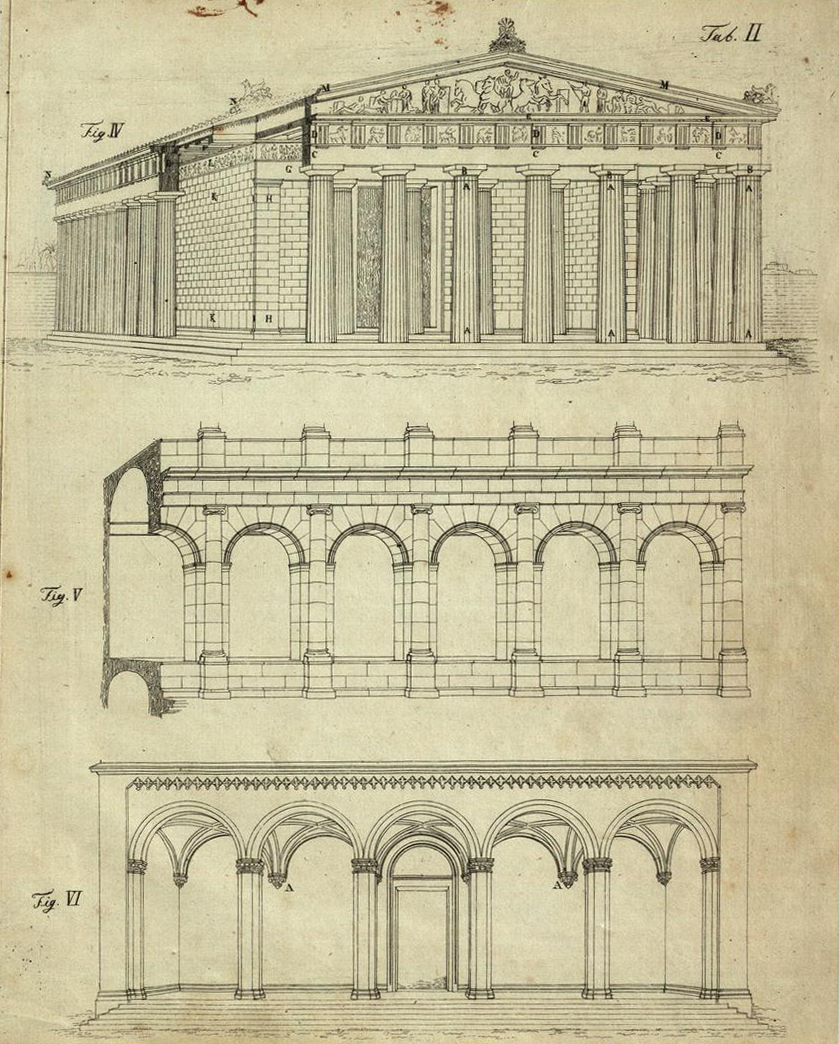
Gravat de In Which Style Should We Build? de Heinrich Hübsch (1828)

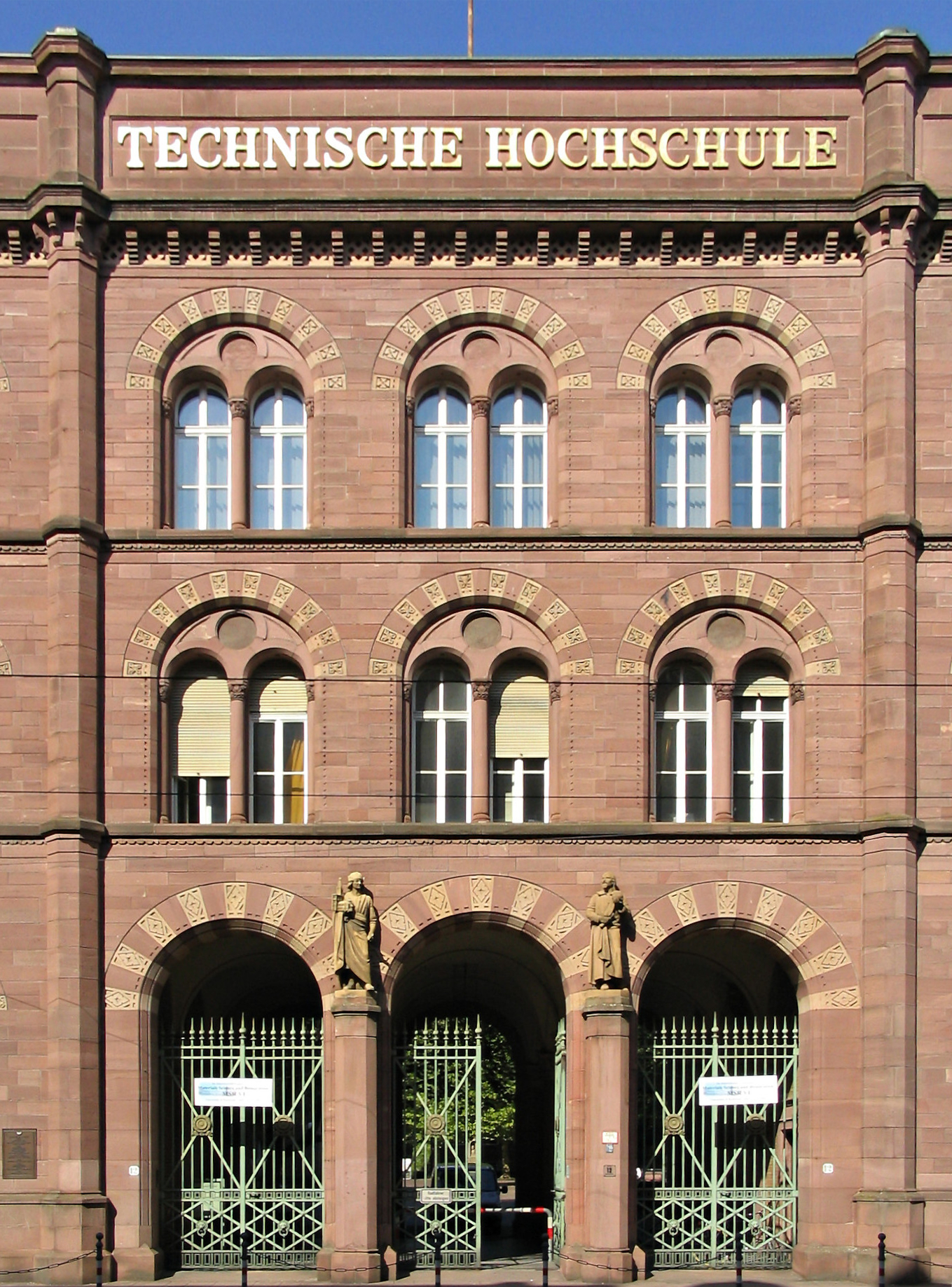
Entrada de l'edifici principal de l'Institut Tecnològic de Karlsruhe (Heinrich Hübsch, 1833–1835)

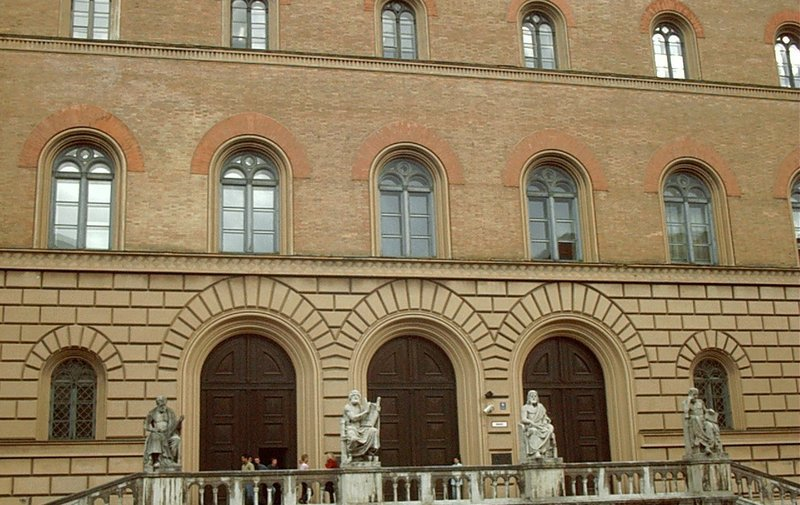
Biblioteca Estatal de Baviera, Múnic (Friedrich von Gärtner, 1831–1842)

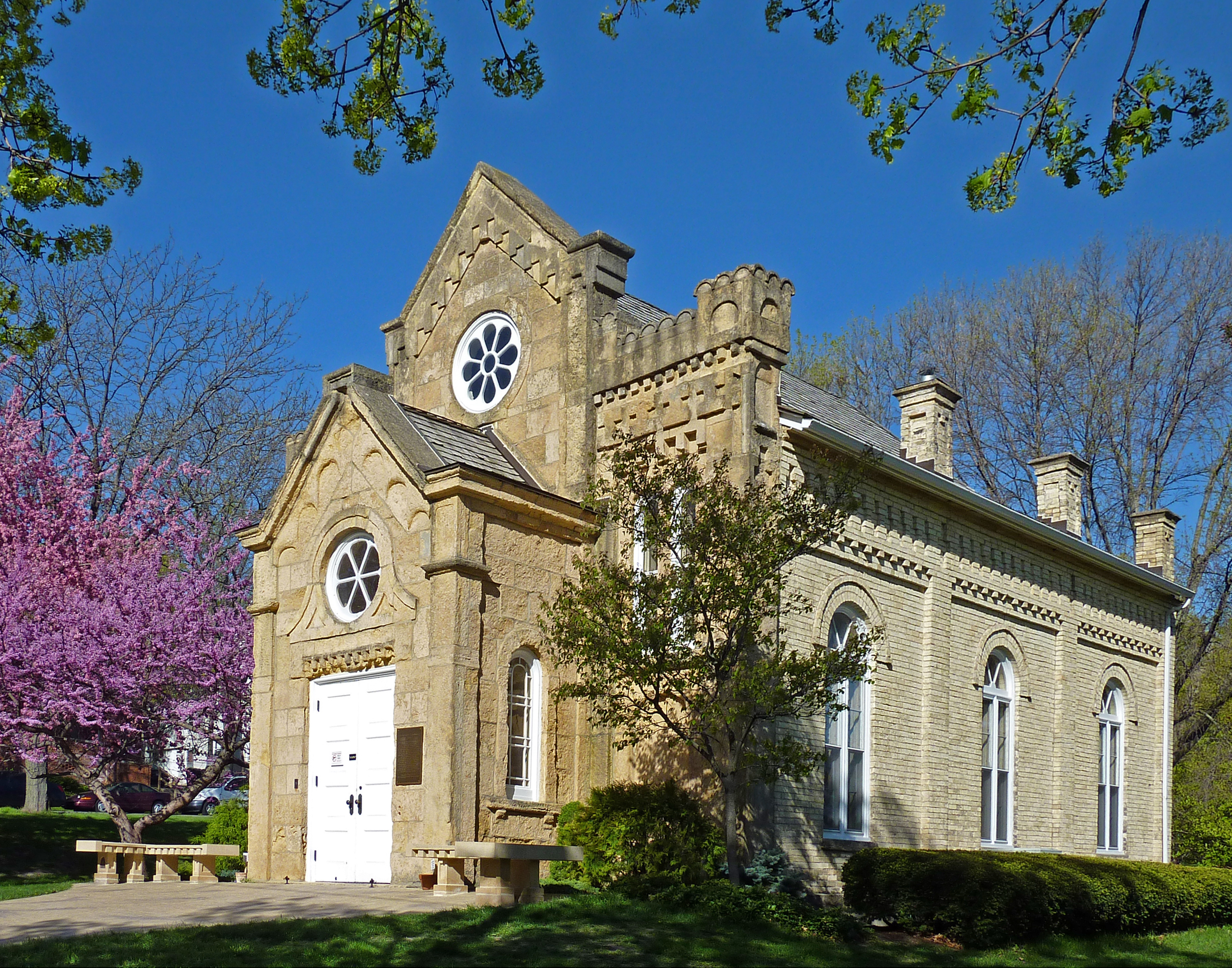
Sinagoga Portes del Cel a Madison, Wisconsin (August Kutzbock, 1863)

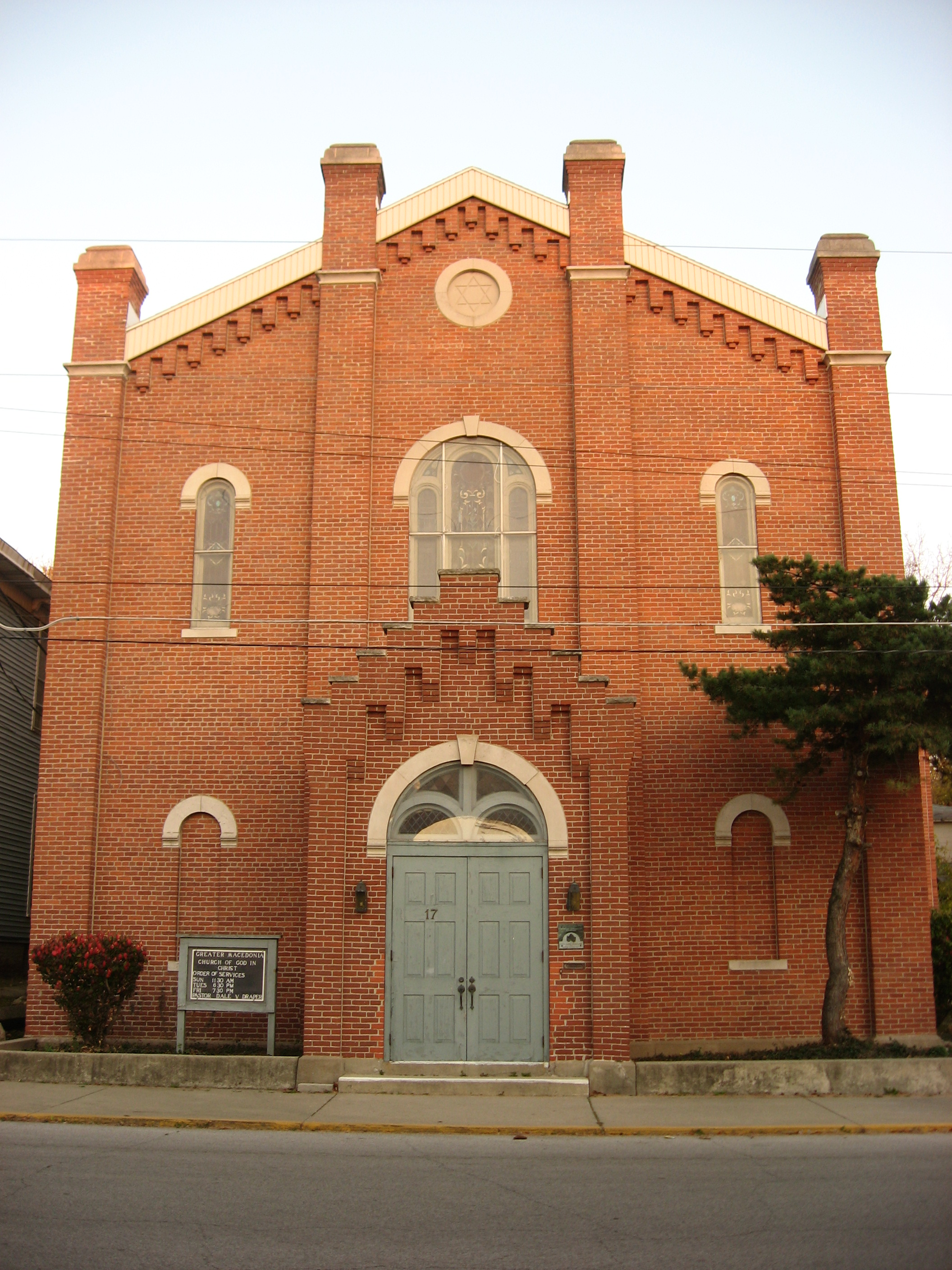
Temple Israel a Lafayette, Indiana, 1867

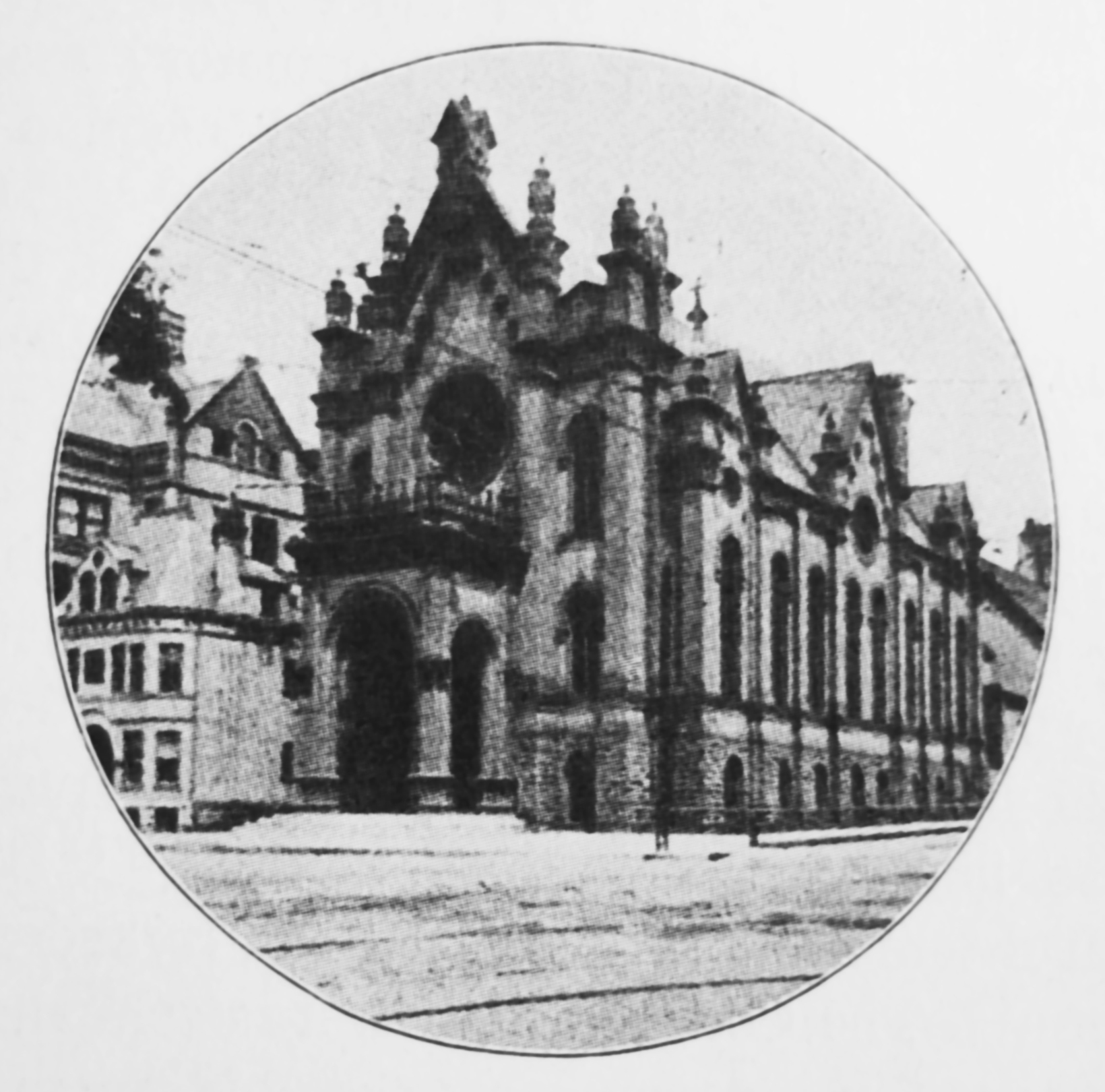
Temple Emanu-El a Milwaukee, Wisconsin (1872)

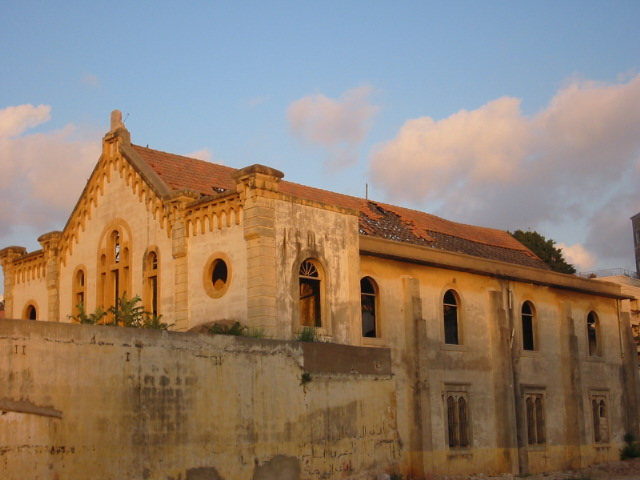
Sinagoga Maghen Abraham a Beirut, Líban (1925)

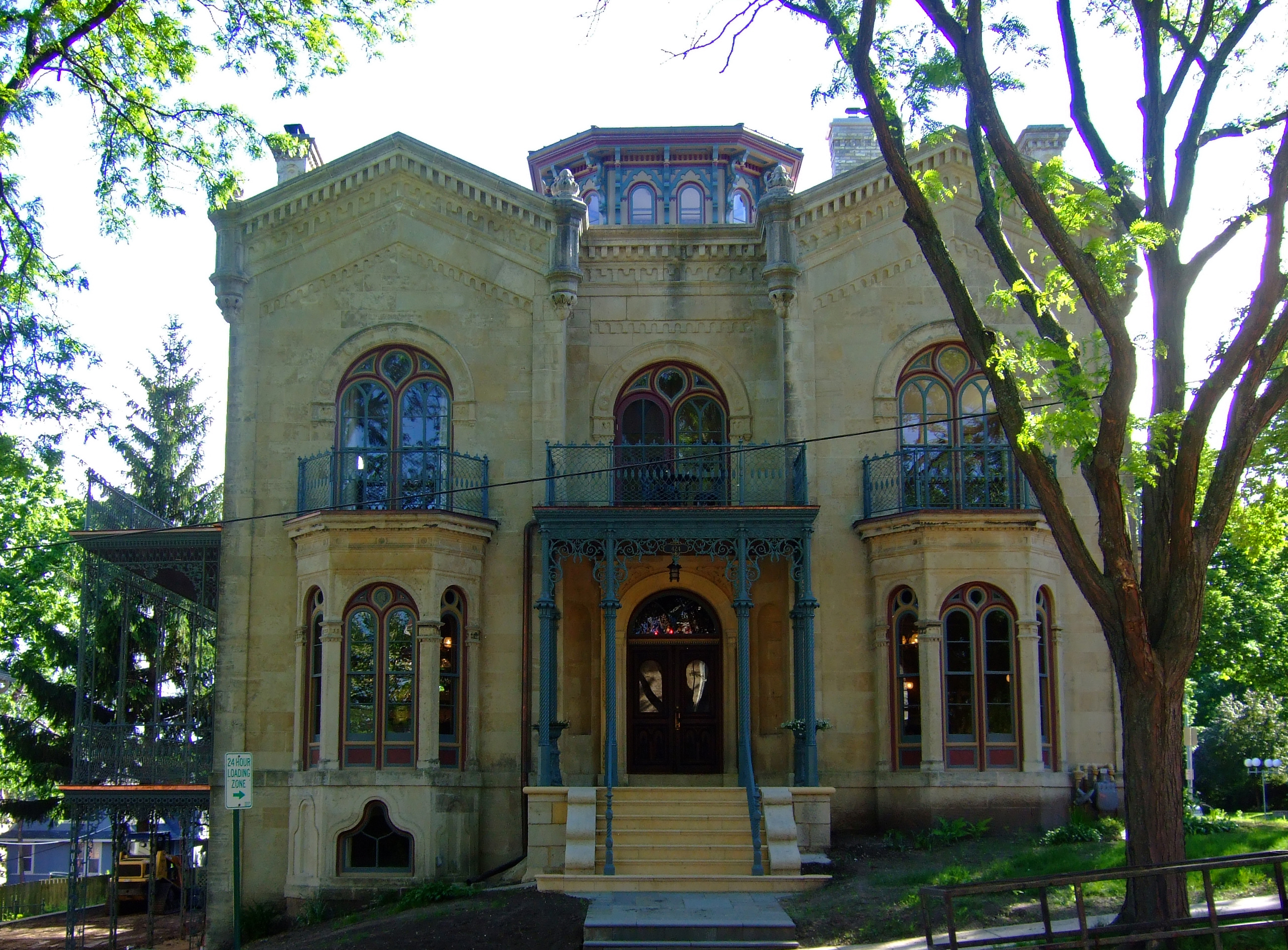
Carrie Pierce House a Madison, Wisconsin (August Kutzbock i Samuel Donnel, 1857)

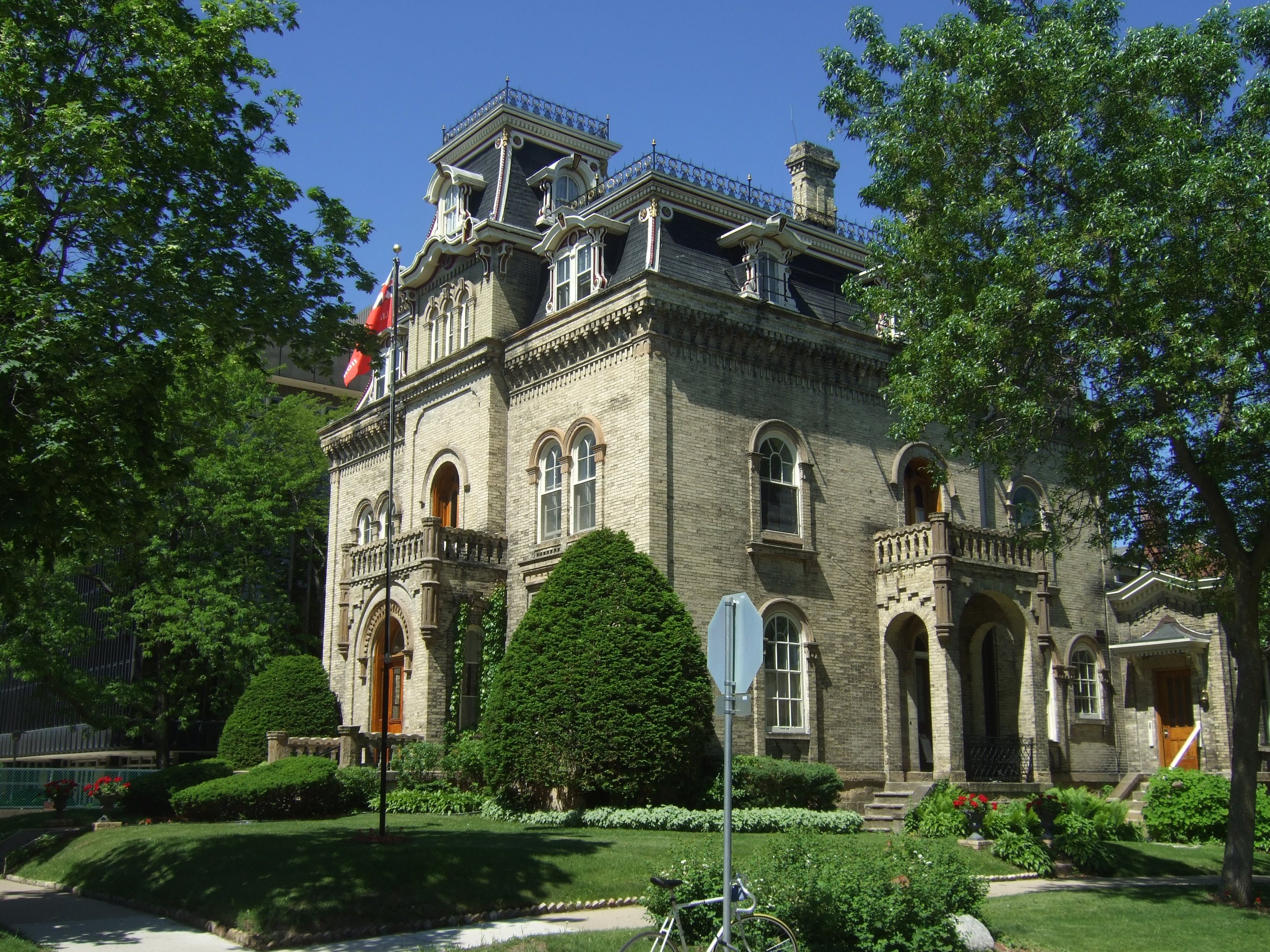
Van Slyke House en Madison, Wisconsin (1857 i 1870)

Rundbogenstil (en alemany, estil arc de mig punt) és un dels estils arquitectònics de recuperació històrica del segle xix, una varietat de l'arquitectura neoromànica popular en terres germanoparlants i de la diàspora alemanya.

## Història i descripció
L'estil va ser una creació deliberada d'arquitectes alemanys a la recerca d'un estil nacional alemany d'arquitectura, particularment de Heinrich Hübsch (1795–1863). Va sorgir a Alemanya com a resposta i reacció contra l'estil neogòtic que havia florit a la fi del segle xviii i principis del XIX. Amb l'adopció de la suau façana de l'arquitectura eclesial de l'antiguitat tardana i medieval, apuntava a ampliar i desenvolupar la noble simplicitat i grandesa tranquil·la del neoclassicisme, mentre es movia en una direcció més adequada a l'auge de la industrialització i l'emergència del nacionalisme alemany.
Senyals d'identitat de l'estil, a més dels arcs arrodonits dels quals pren el seu nom, són les "celles" sobre les finestres i la invertida crenelació sota els ràfecs.
El Rundbogenstil va ser emprat en un gran nombre d'estacions de ferrocarril, incloses les de Karlsruhe, Leipzig, Múnic, Tübingen i Völklingen. Eren estacions típicament de "primera generació" (construïdes entre 1835 i 1870); algunes van ser arrasades per ser reemplaçades per edificis més grans. Les de Tubinga i Völklingen encara es conserven, mentre que la Bayerischer Bahnhof de Leipzig solament ho està parcialment.
El Rundbogenstil també va anar àmpliament emprat en l'arquitectura de noves sinagogues. La primera d'aquest estil va ser la sinagoga Kassel, dissenyada per Hübsch conjuntament amb Albrecht Rosengarten, construïda a la ciutat natal d'aquest últim Kassel, Hesse-Kassel, en 1839. Un exemple primerenc als Estats Units és la Sinagoga de les Portes del Cel de Madison, Wisconsin, construïda el 1863 i dissenyada per August Kutzbock, un immigrant de Bremen, Alemanya. Kutzbock també va codissenyar edificis civils que fan servir el Rundbogenstil, com la Casa Carrie Pierce (1857) de Madison. Va ser restaurada el 2008 i adaptada per al seu ús com un hotel boutique, conegut la Mansió Hill Inn.
L'arquitectura Rundbogenstil va ser extremadament influent a Anglaterra, amb els edificis que Alfred Waterhouse va dissenyar pel que ara es diu el Museu d'Història Natural de Londres (originalment, Col·lecció d'Història Natural del Museu Britànic), mostrant una emulació directa i conscient de l'estil.

## Sinagogues alemanyes Rundbogenstil

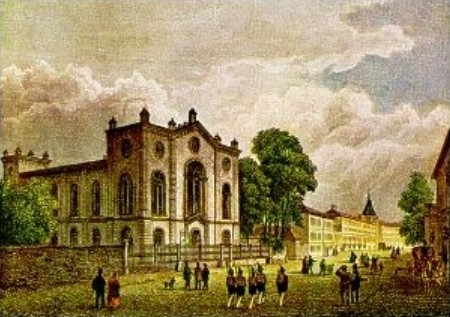
Kassel (1839)
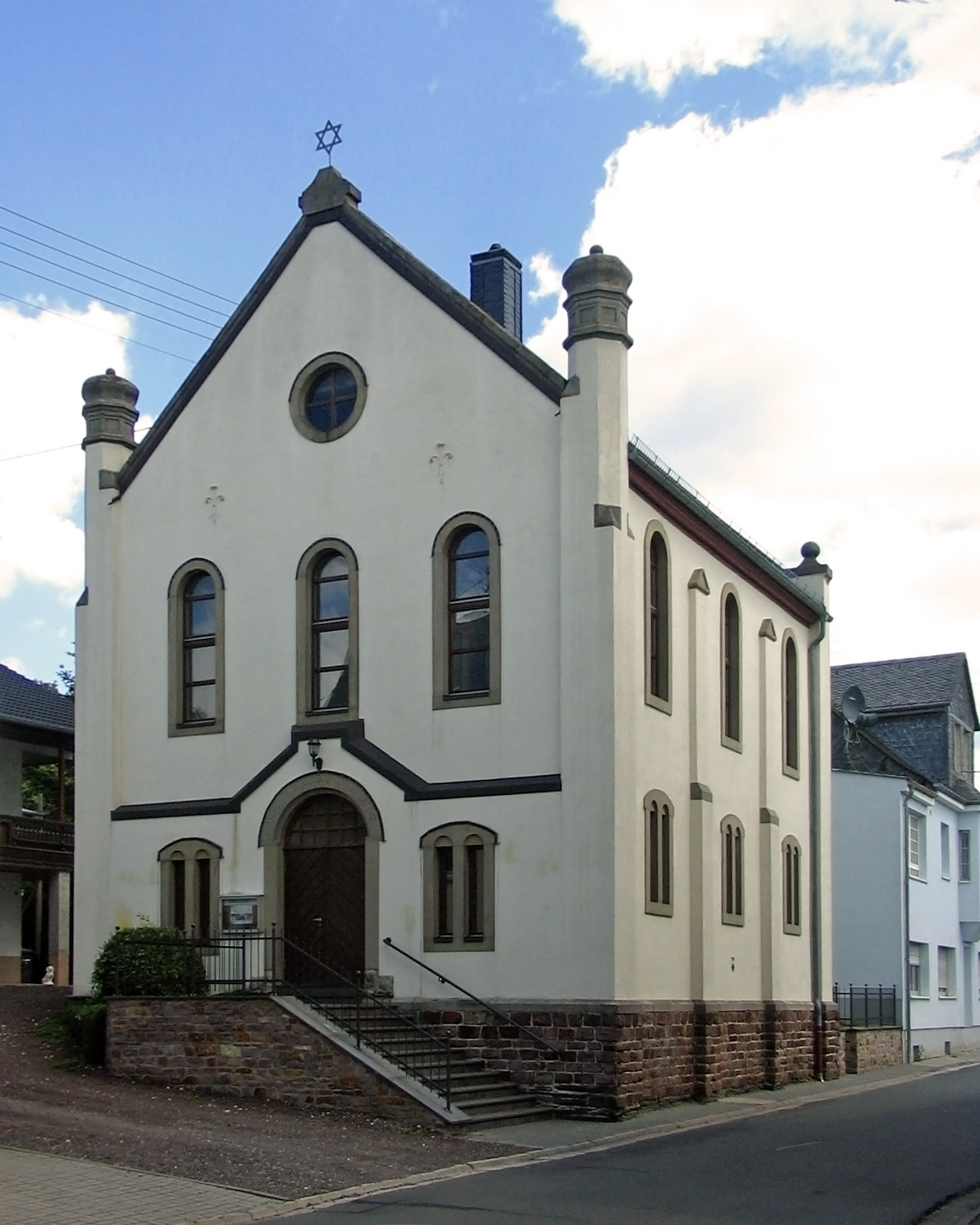
Laufersweiler (1839)
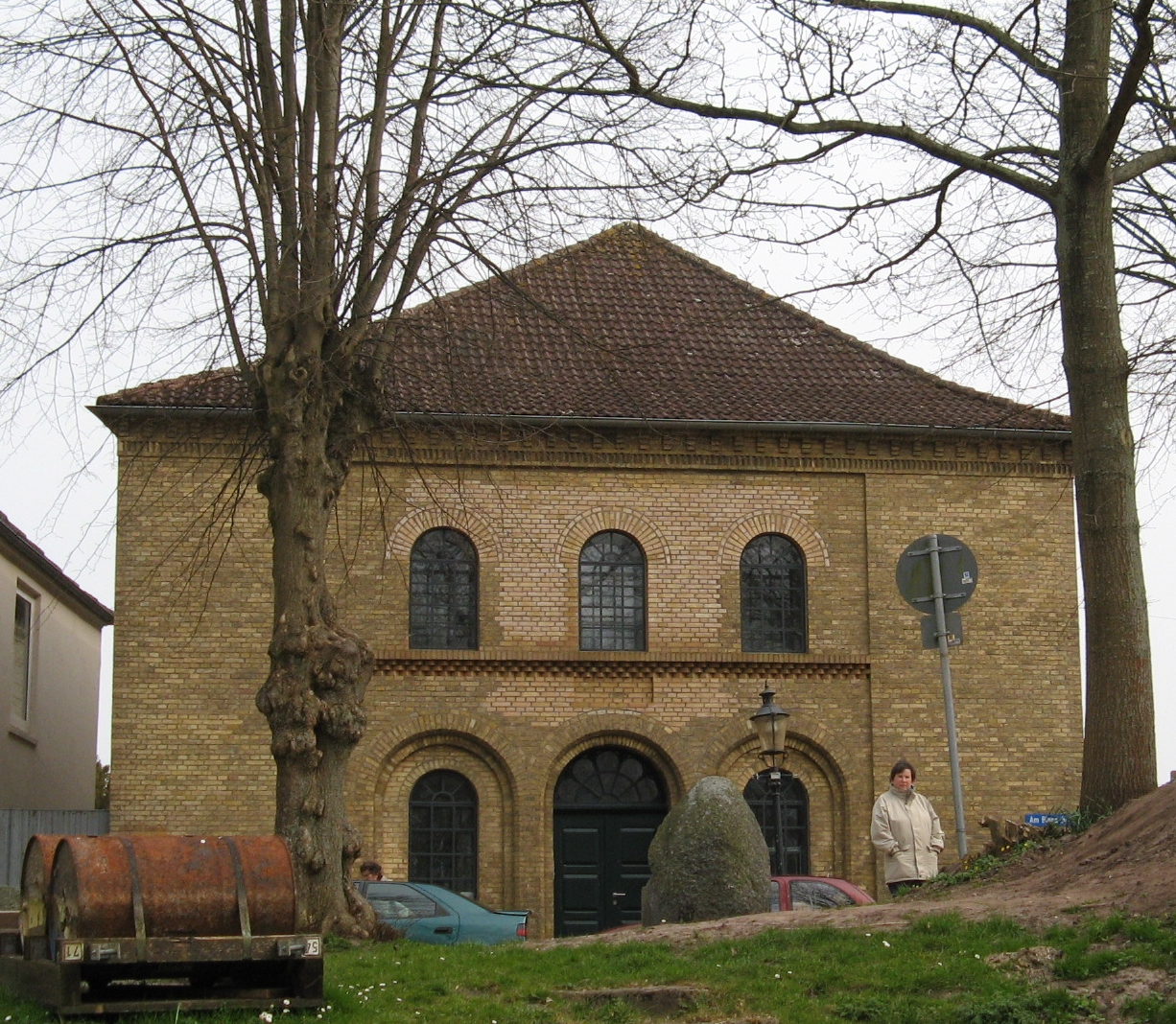
Friedrichstadt (1845)
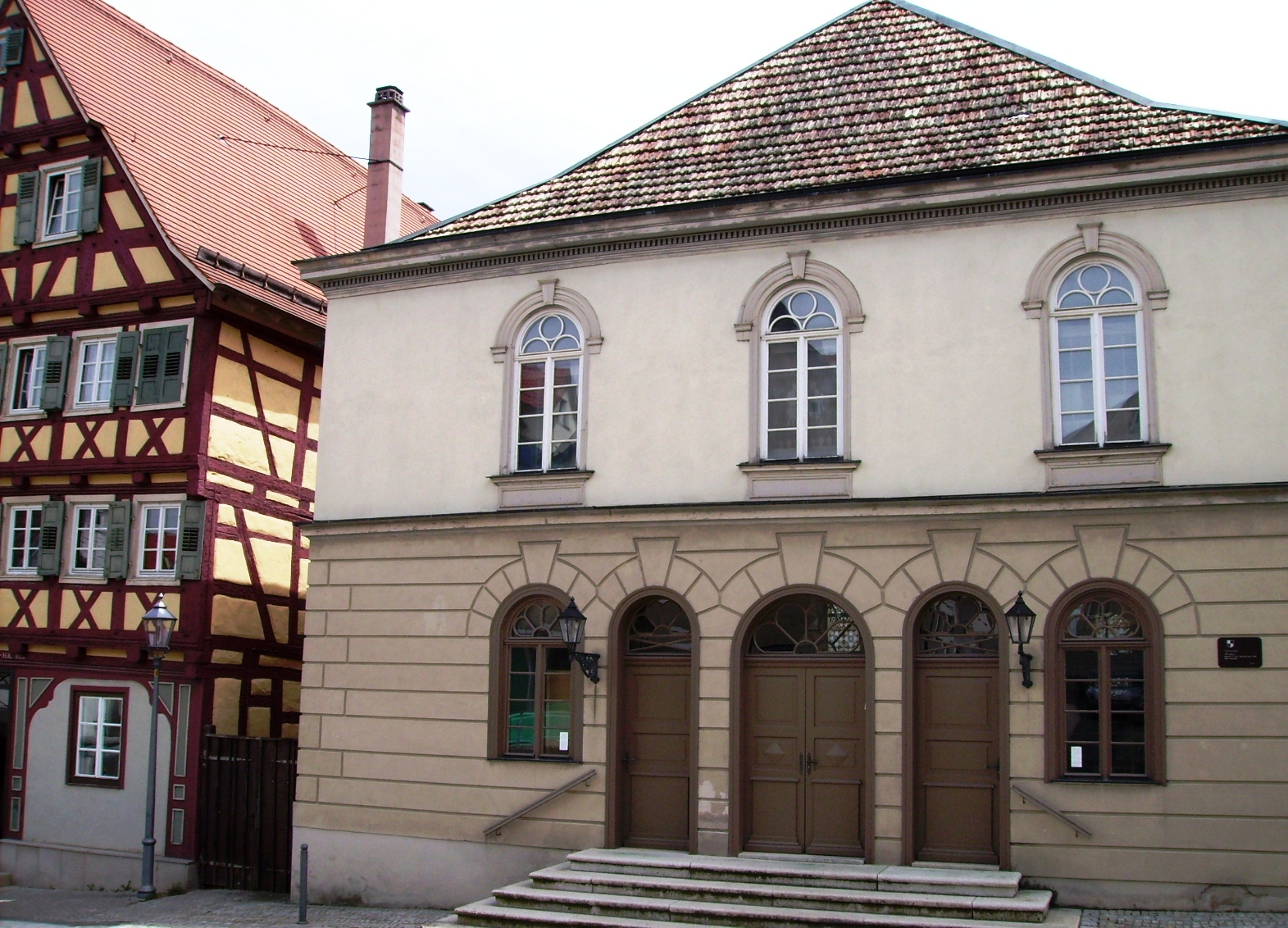
Hechingen (1850–1852; façana 1881)
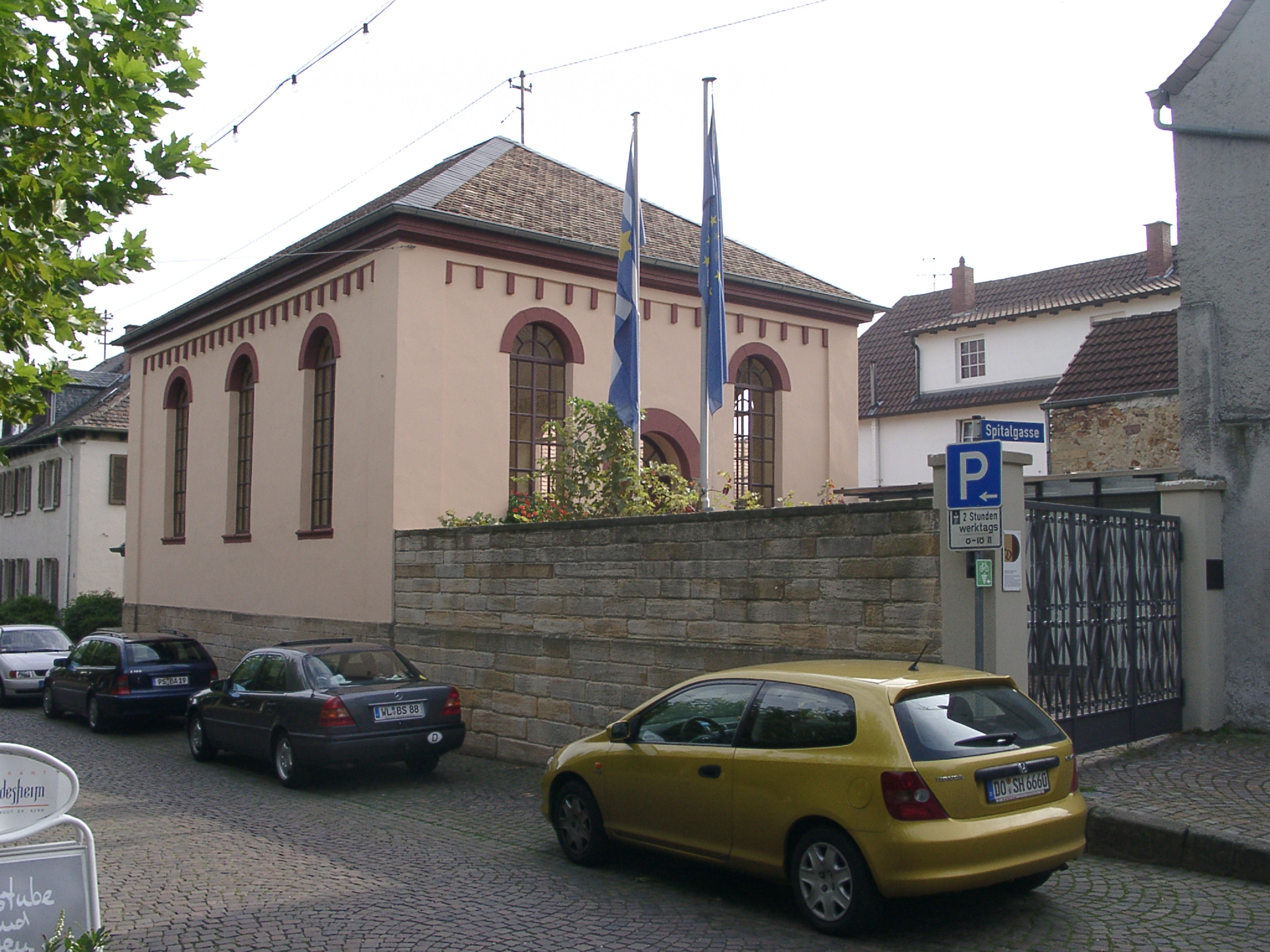
Deidesheim (1854)
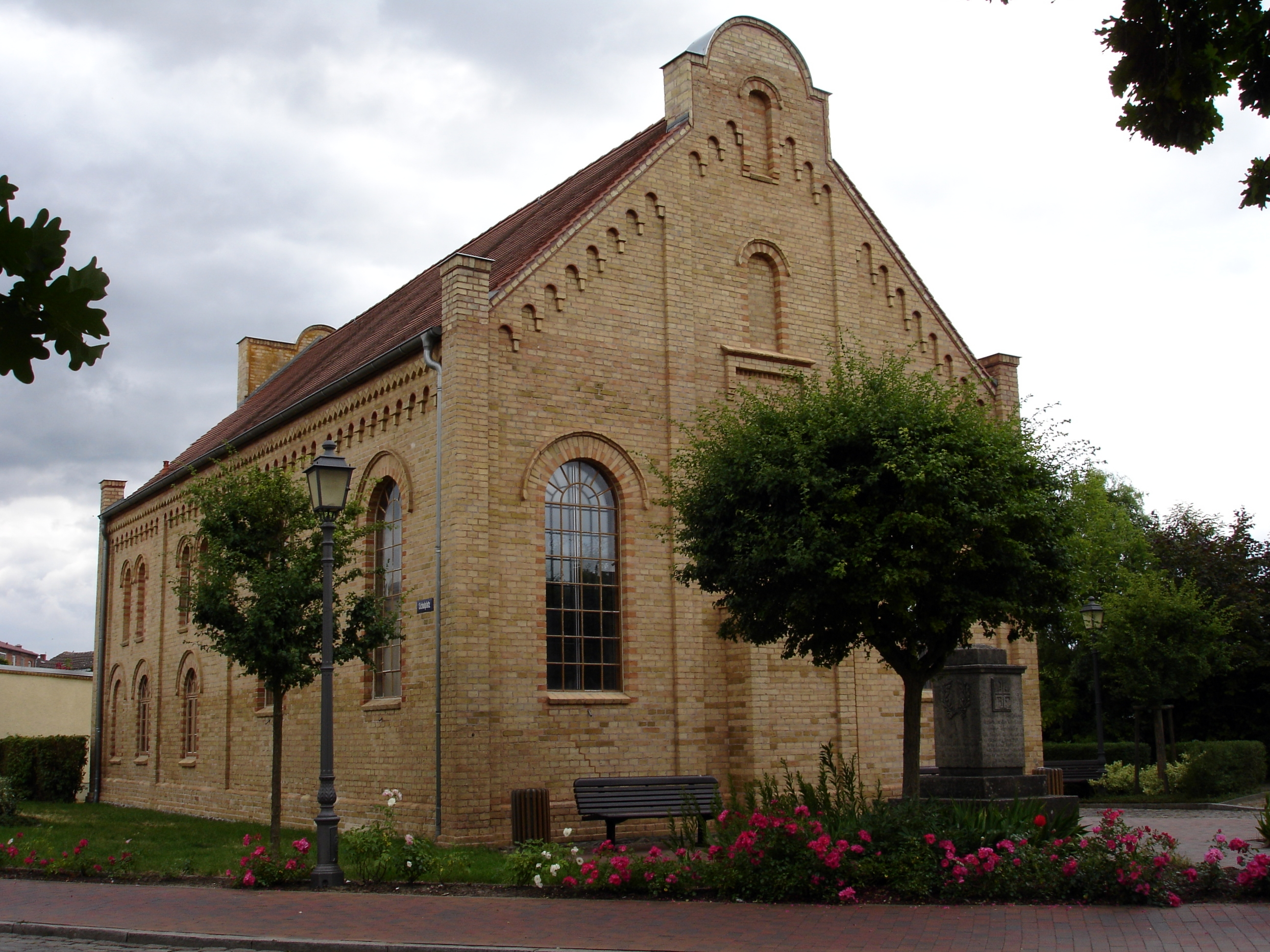
Kraków am See (1866)
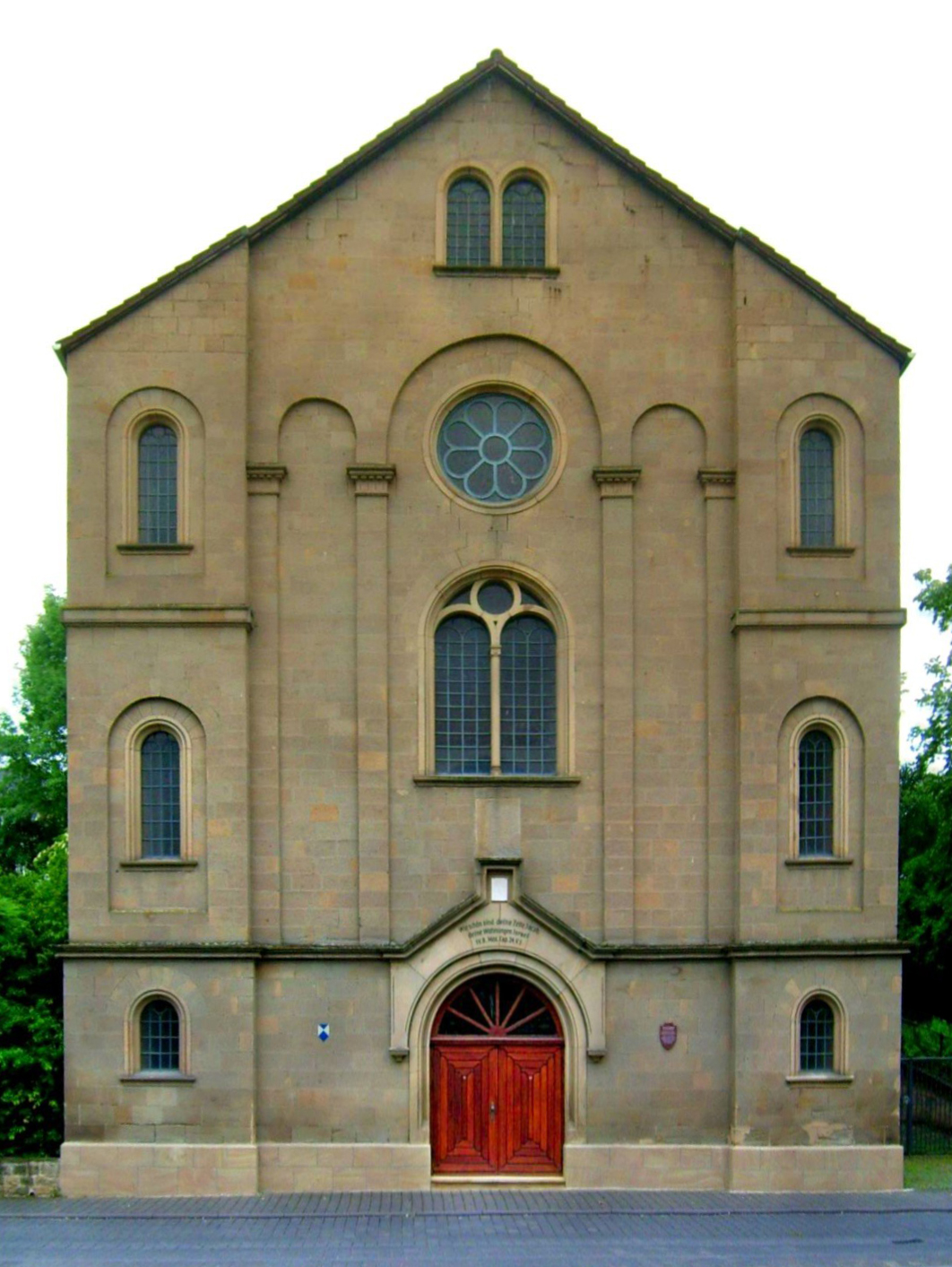
Meisenheim (1866)
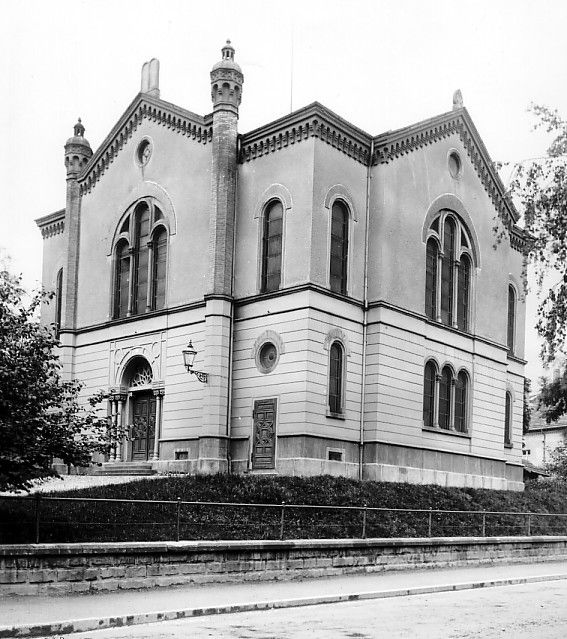
Freiburg (1870)
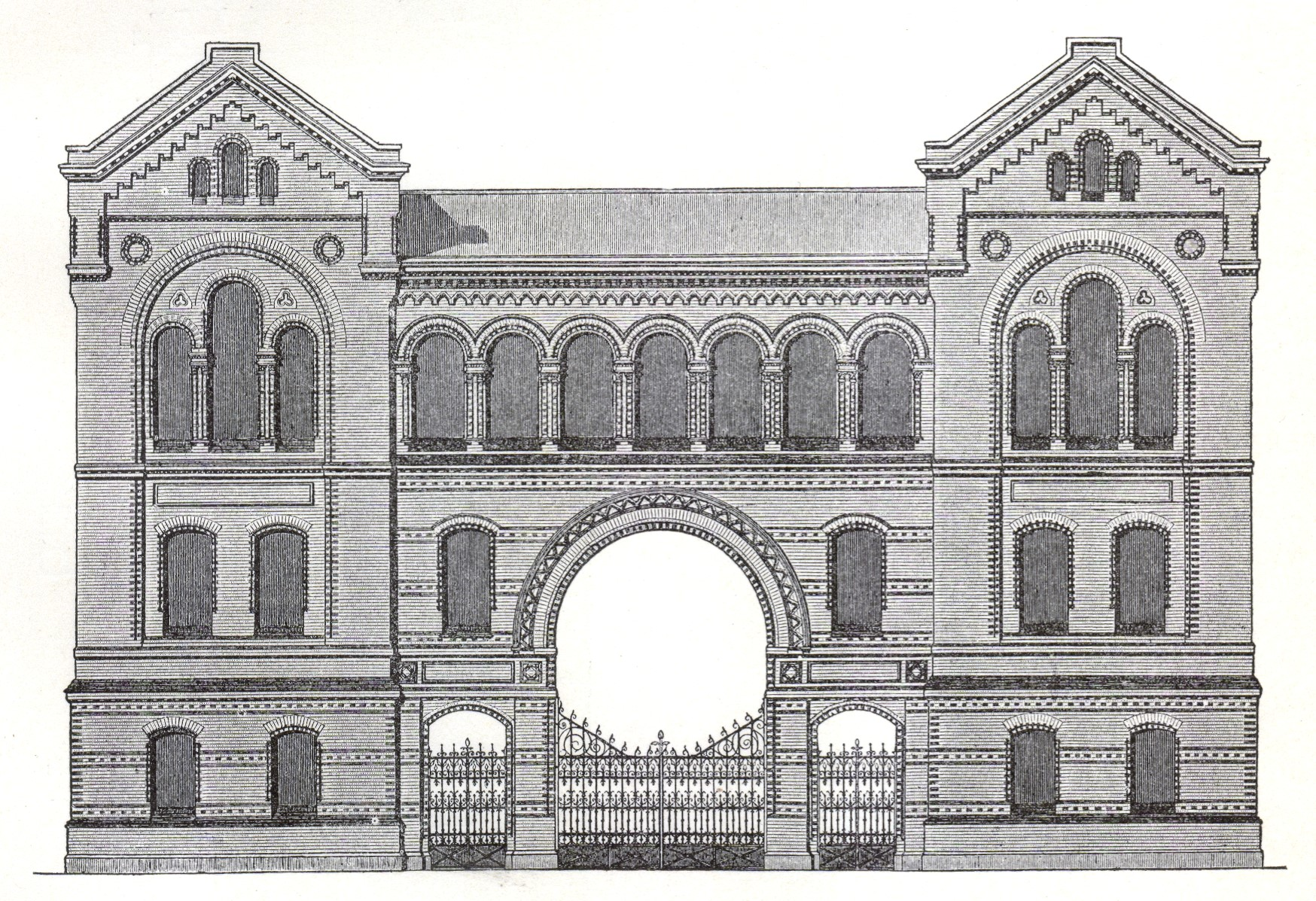
Berlin Lindenstrasse (1890–1891)
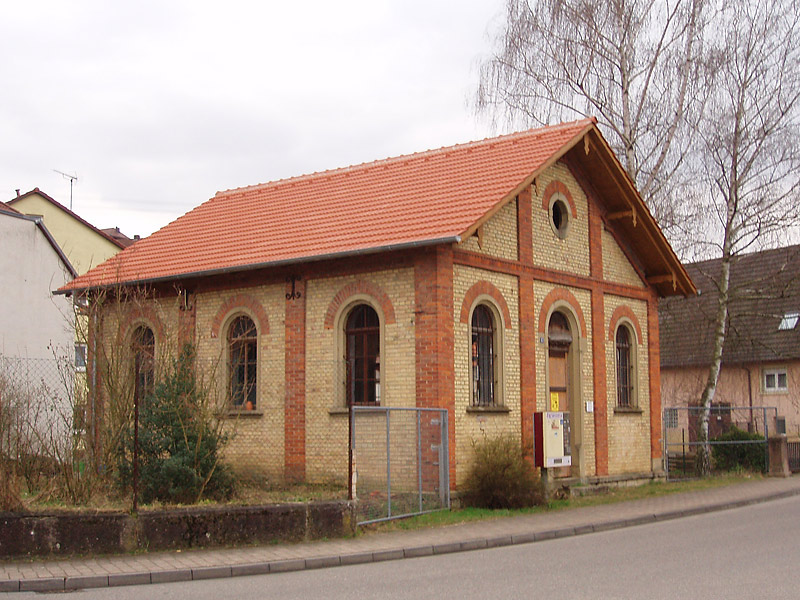
Steinsfurt (1893)
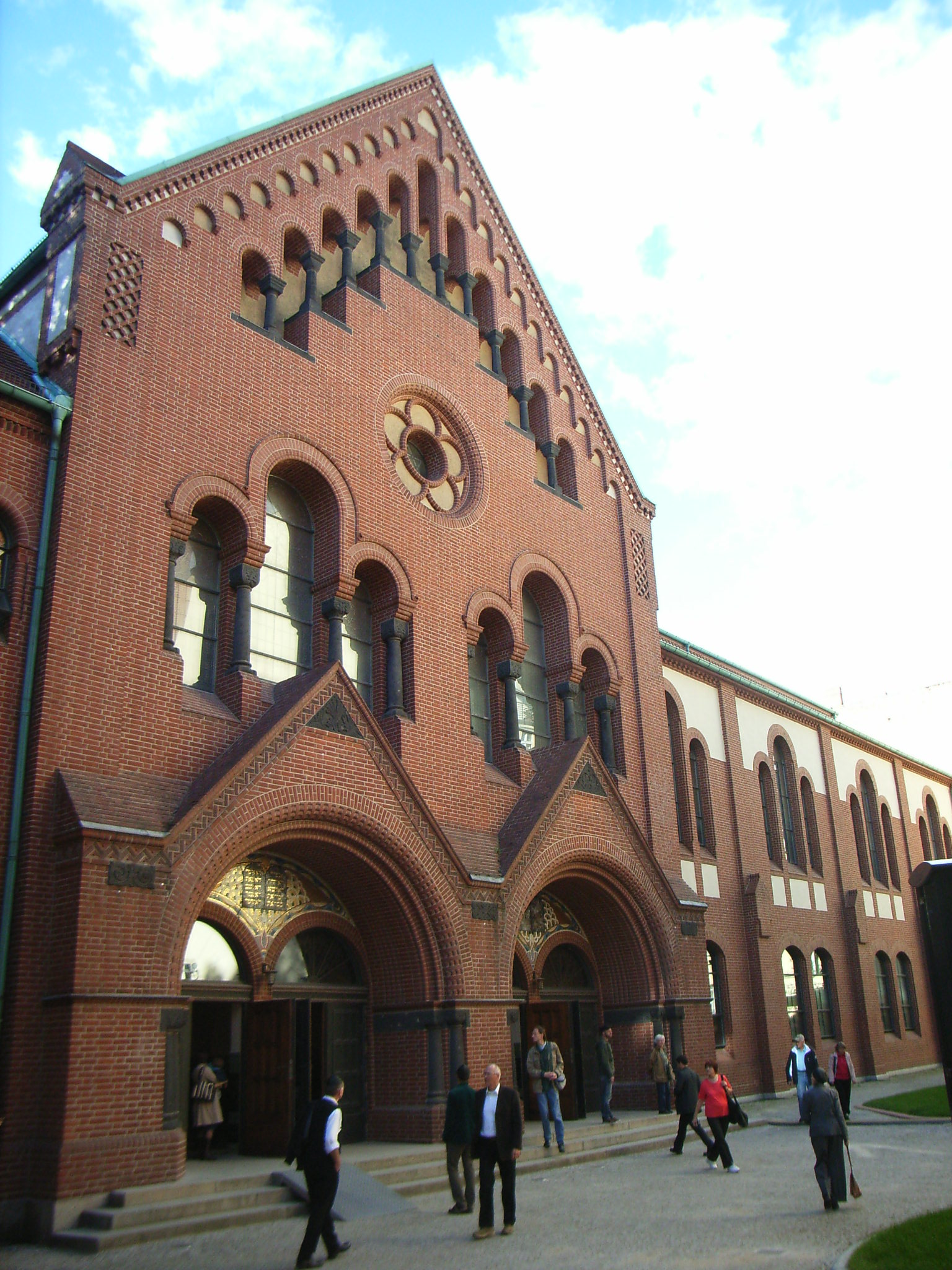
Berlin Rykestrasse (1904)
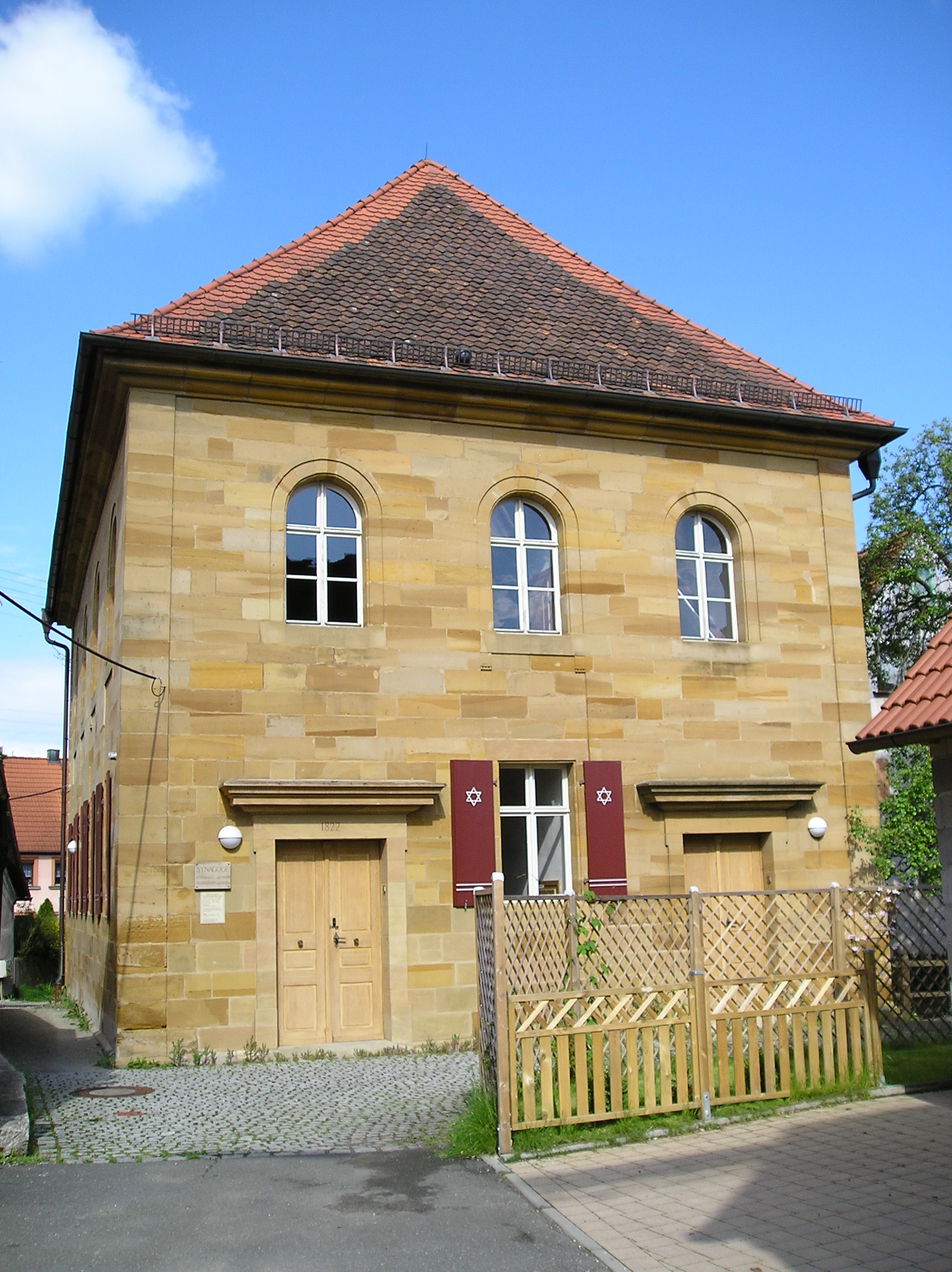
Ermreuth

## Estacions ferroviàries alemanyes Rundbogenstil

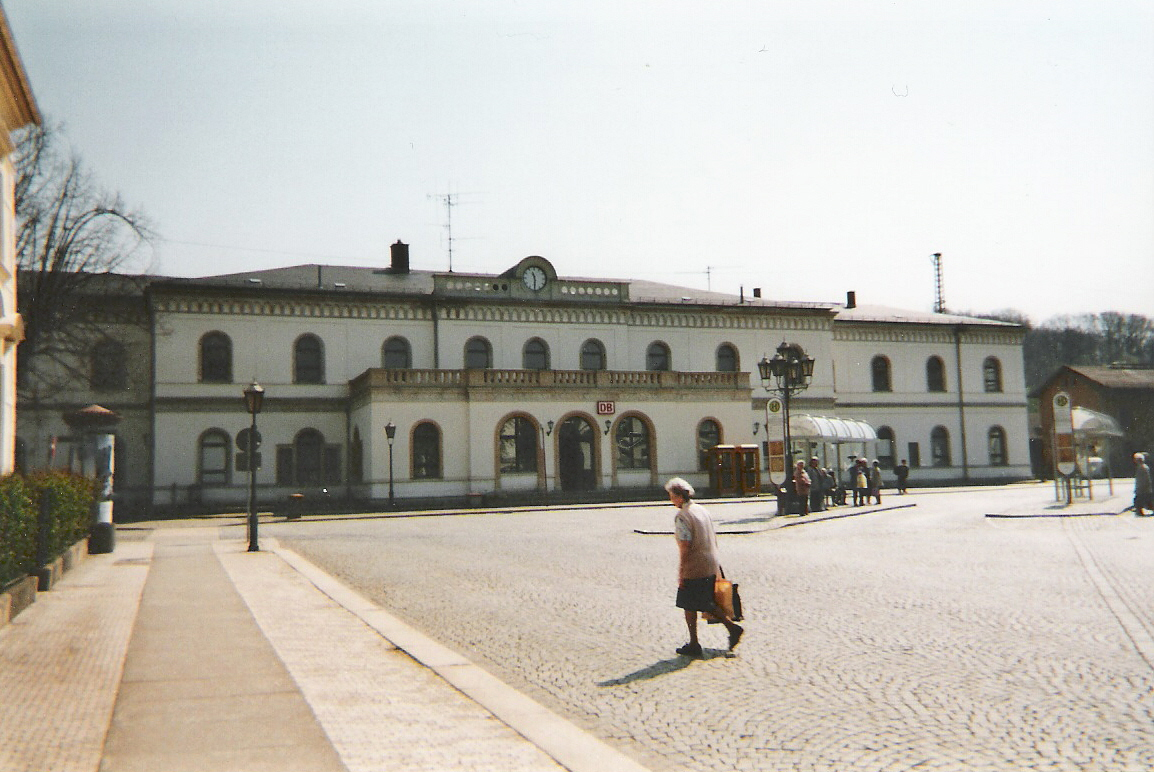
Crimmitschau
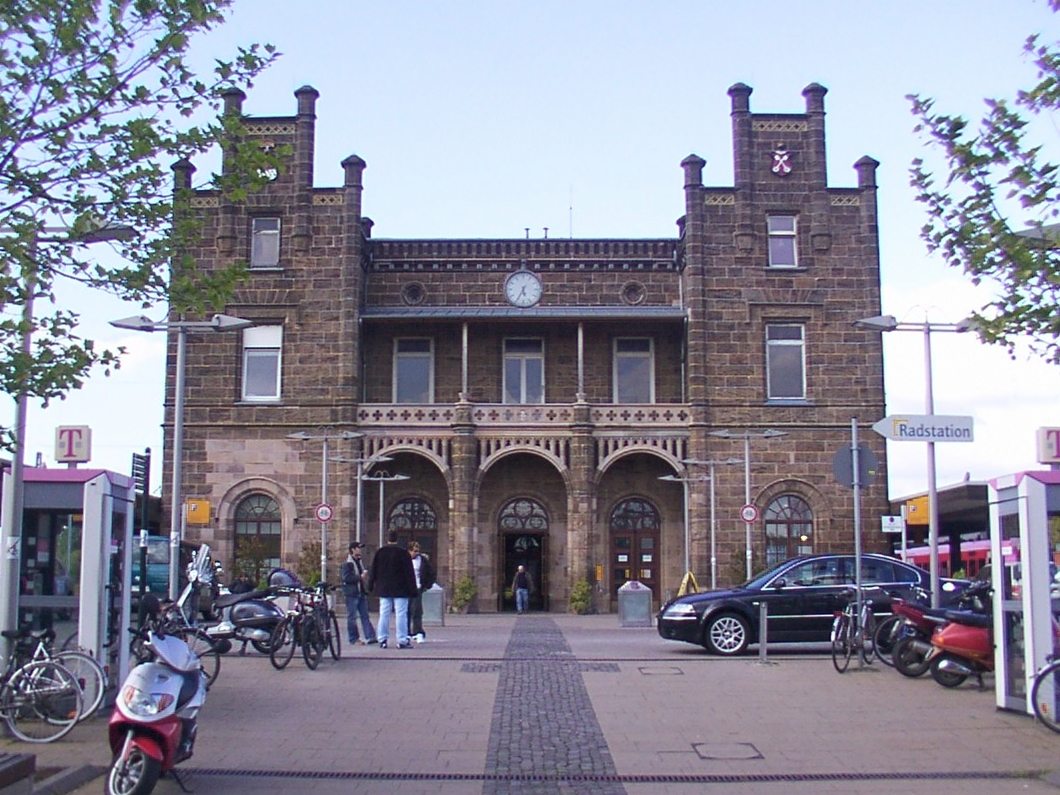
Minden (1847)
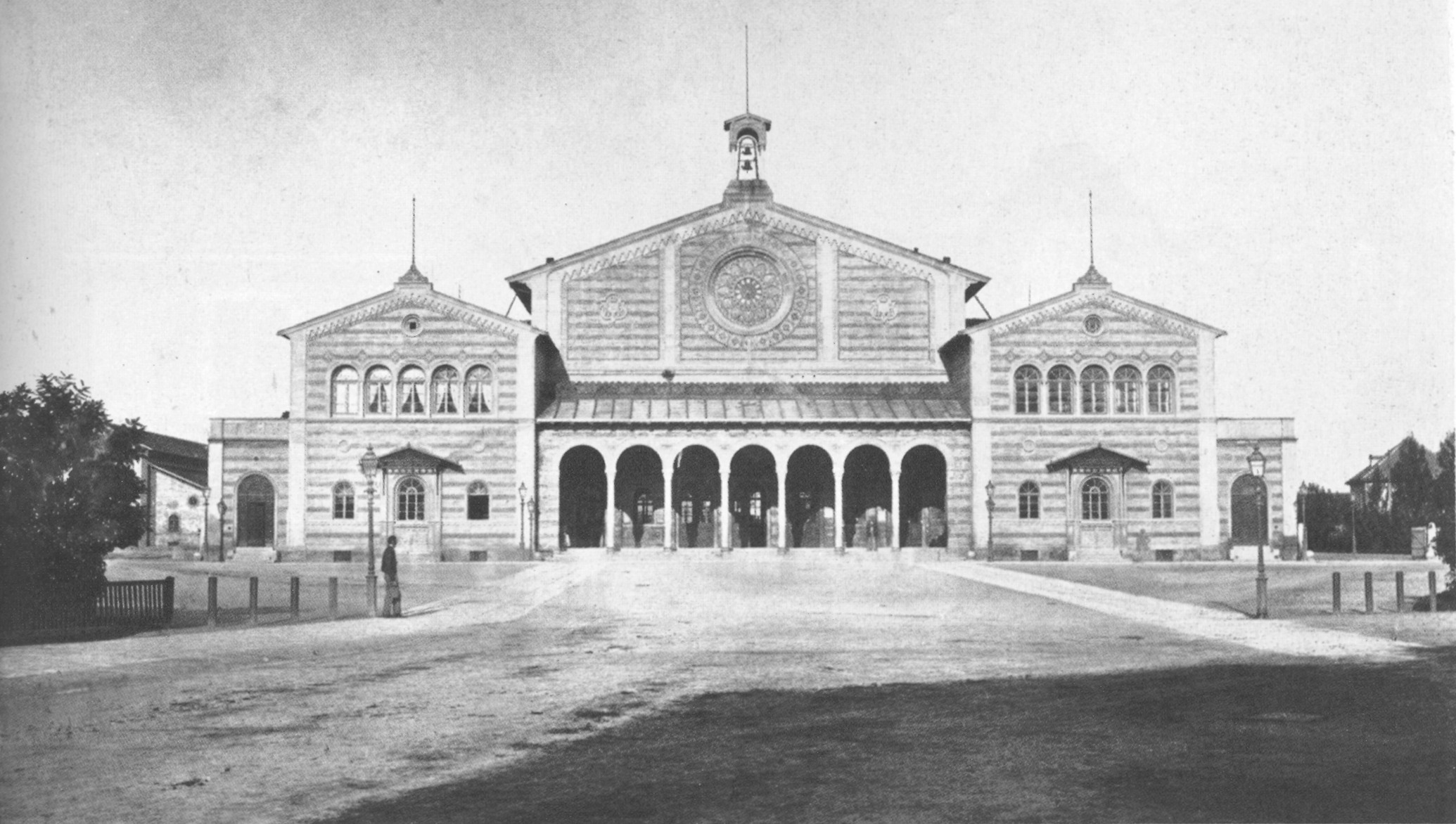
Munich (1849)
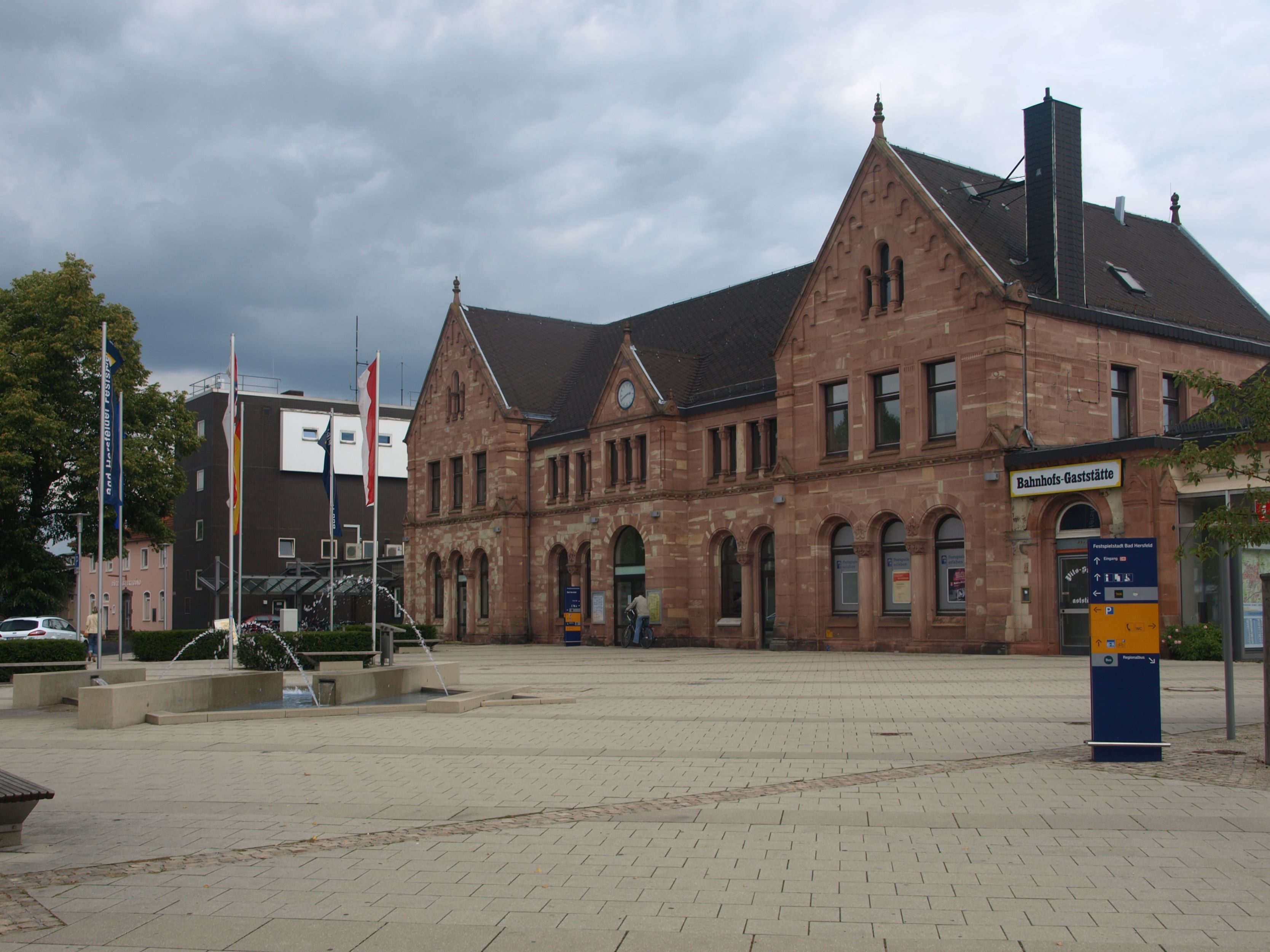
Hersfeld (1883)

## Arquitectura Rundbogenstil a Nova York

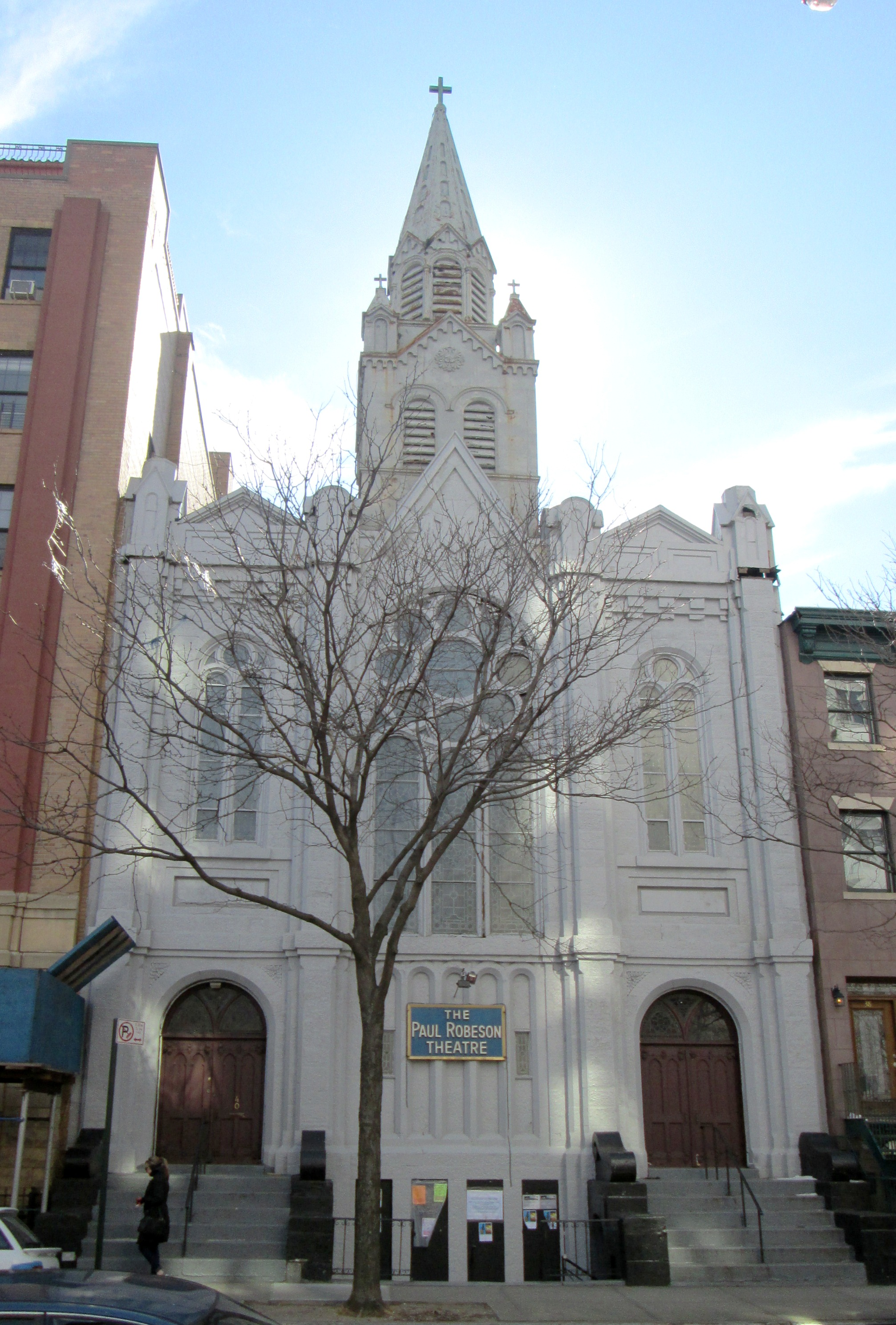
Paul Robeson Theater, formerly the Fourth Universalist Church, Fort Greene, Brooklyn (1833–1834)
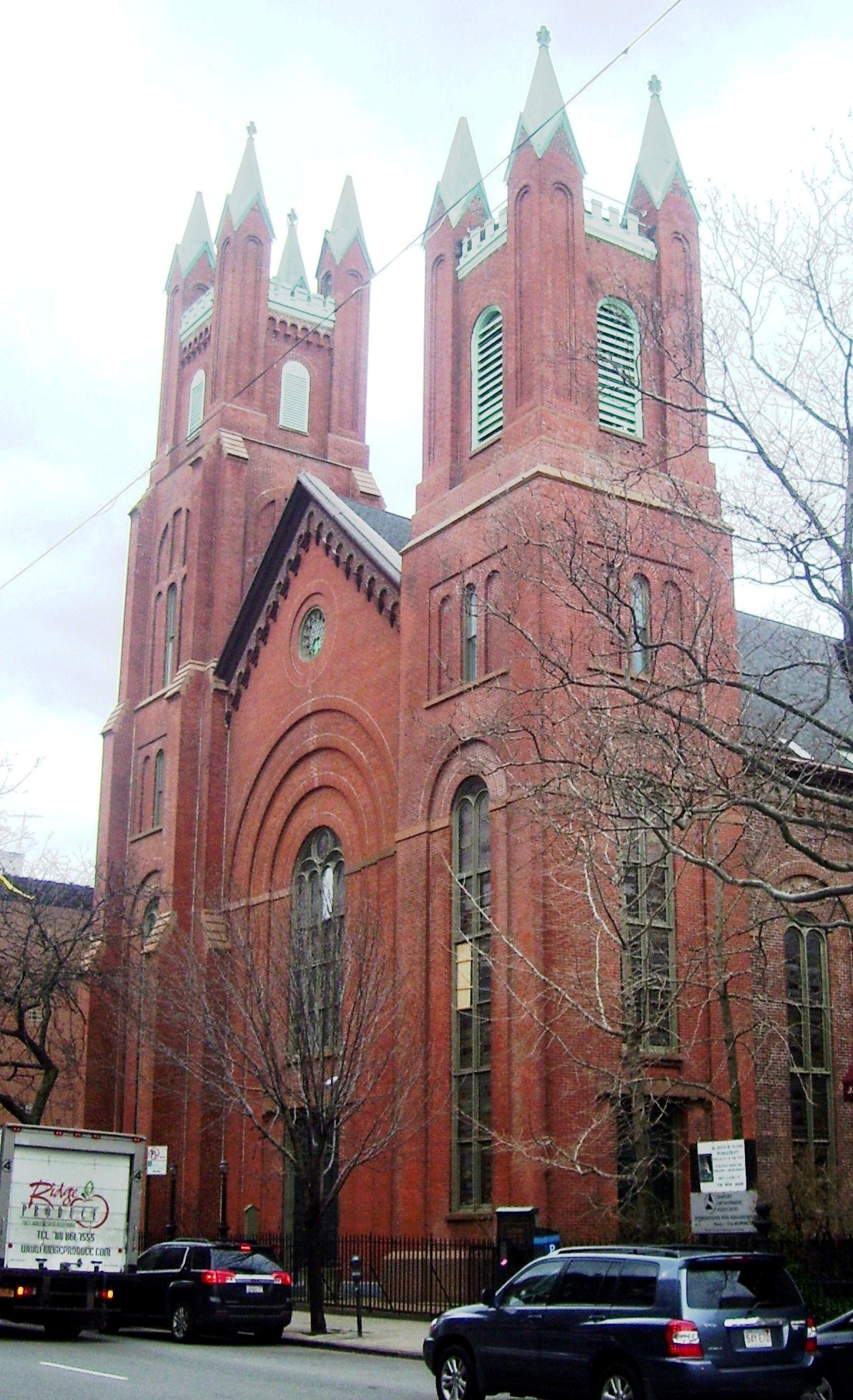
Església Congregacional Sud, Carroll Gardens, Brooklyn (1857)
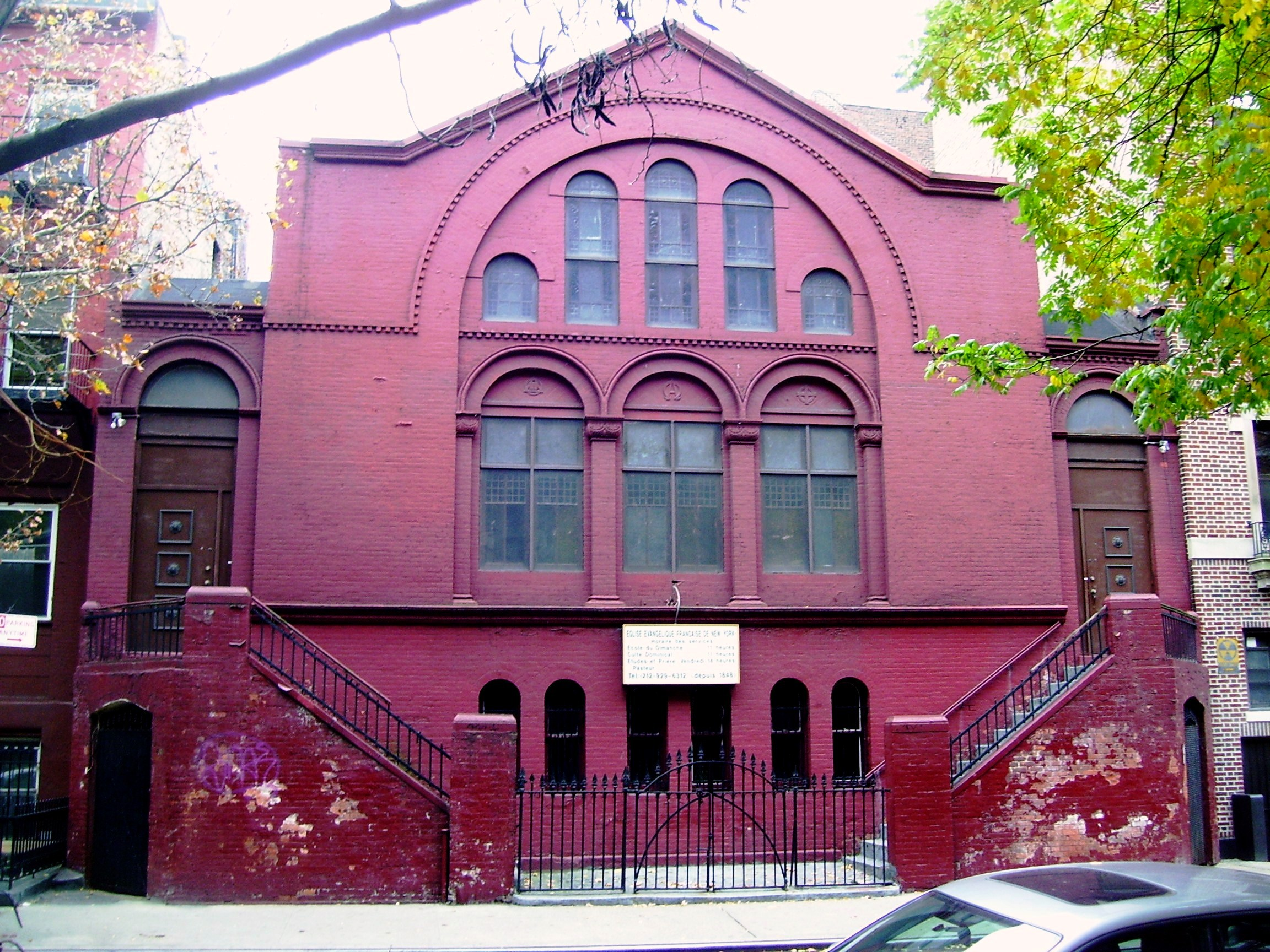
Església Evangèlica francesa, anteriorment l'Església Apostolica Catolica, 126 West 16th Street, Manhattan (c.1865)
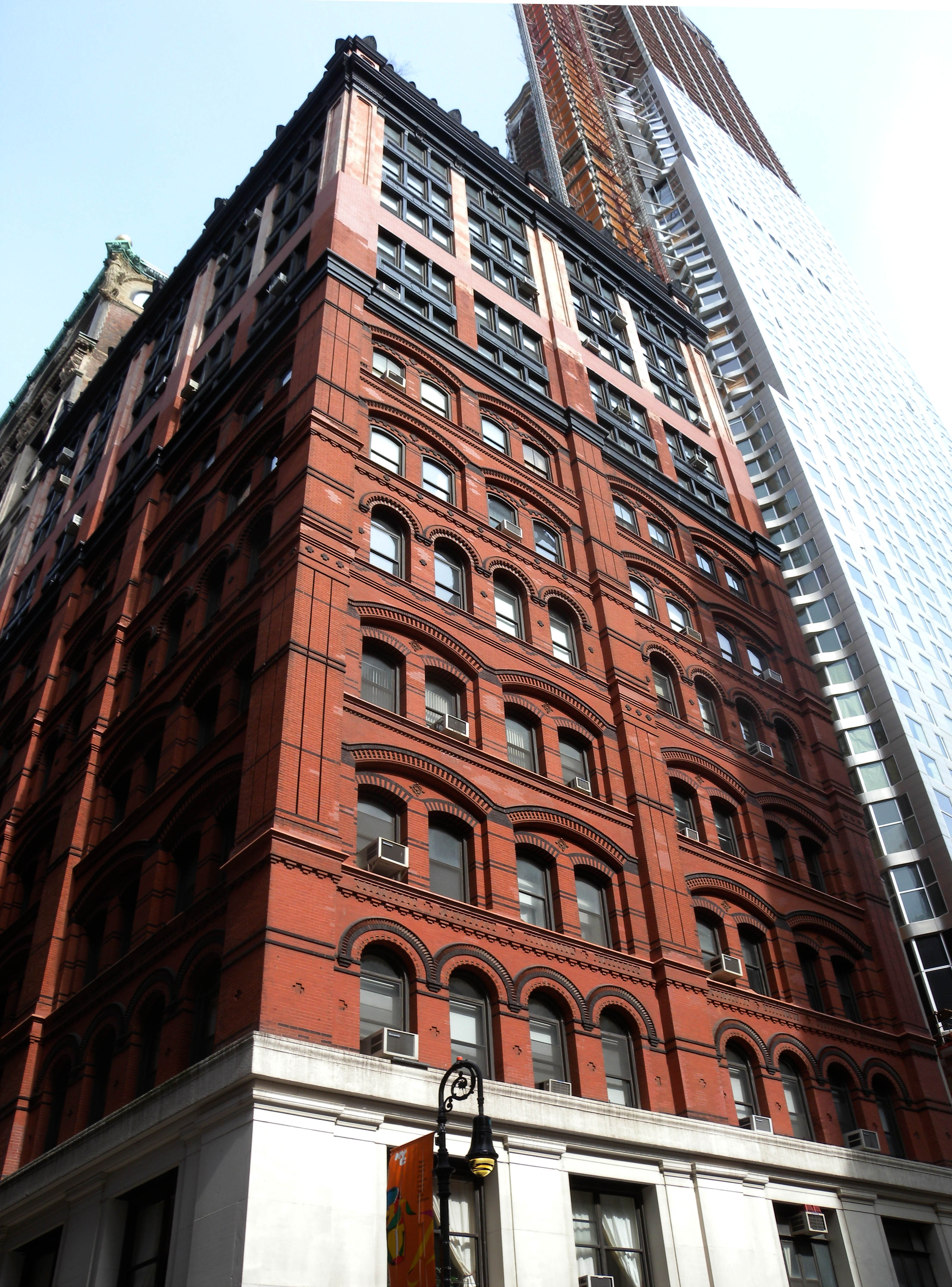
Morse Building en la Nassau Street, Manhattan (1878–1880)
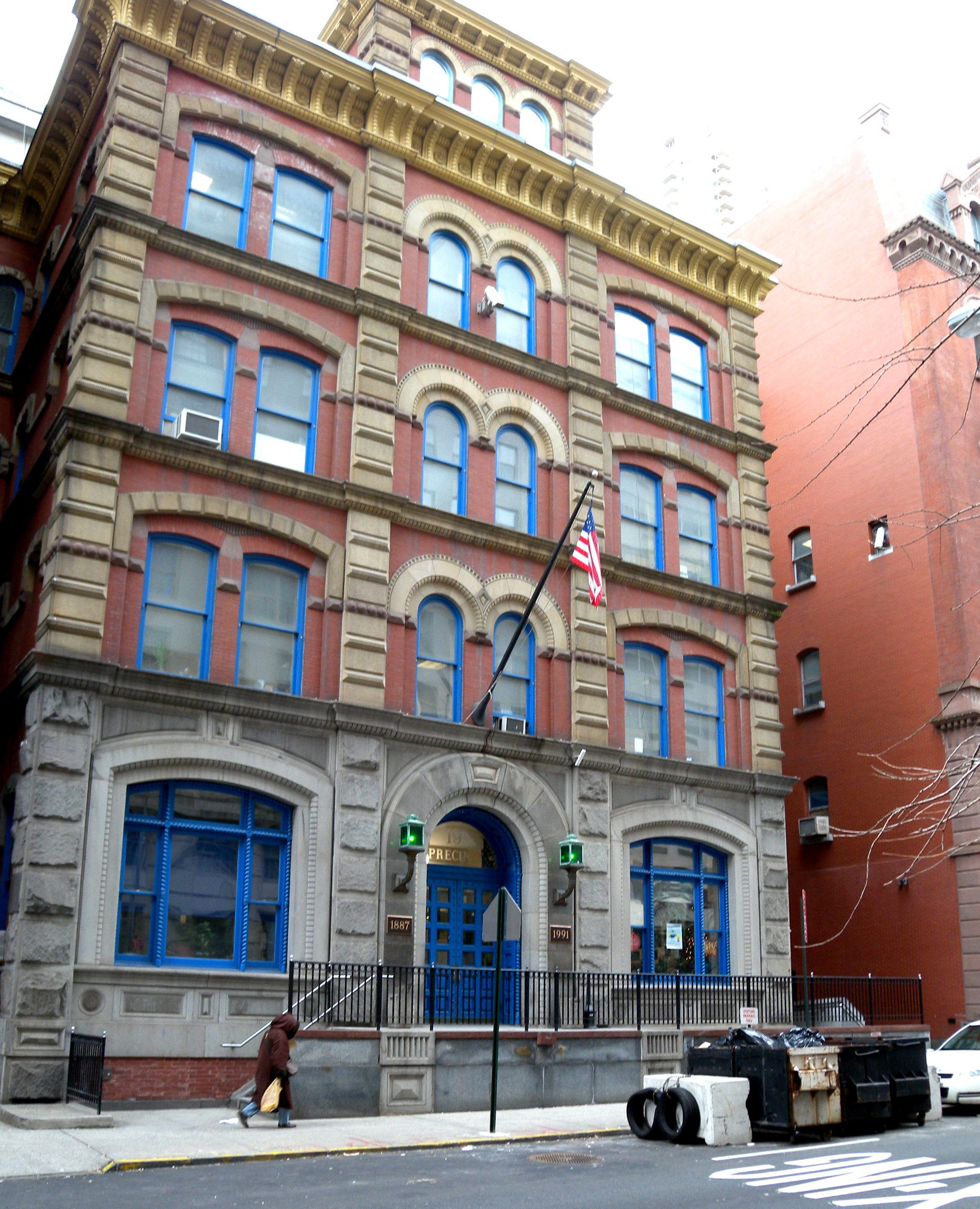
19th Precinct, 153 East 67th Street, Manhattan
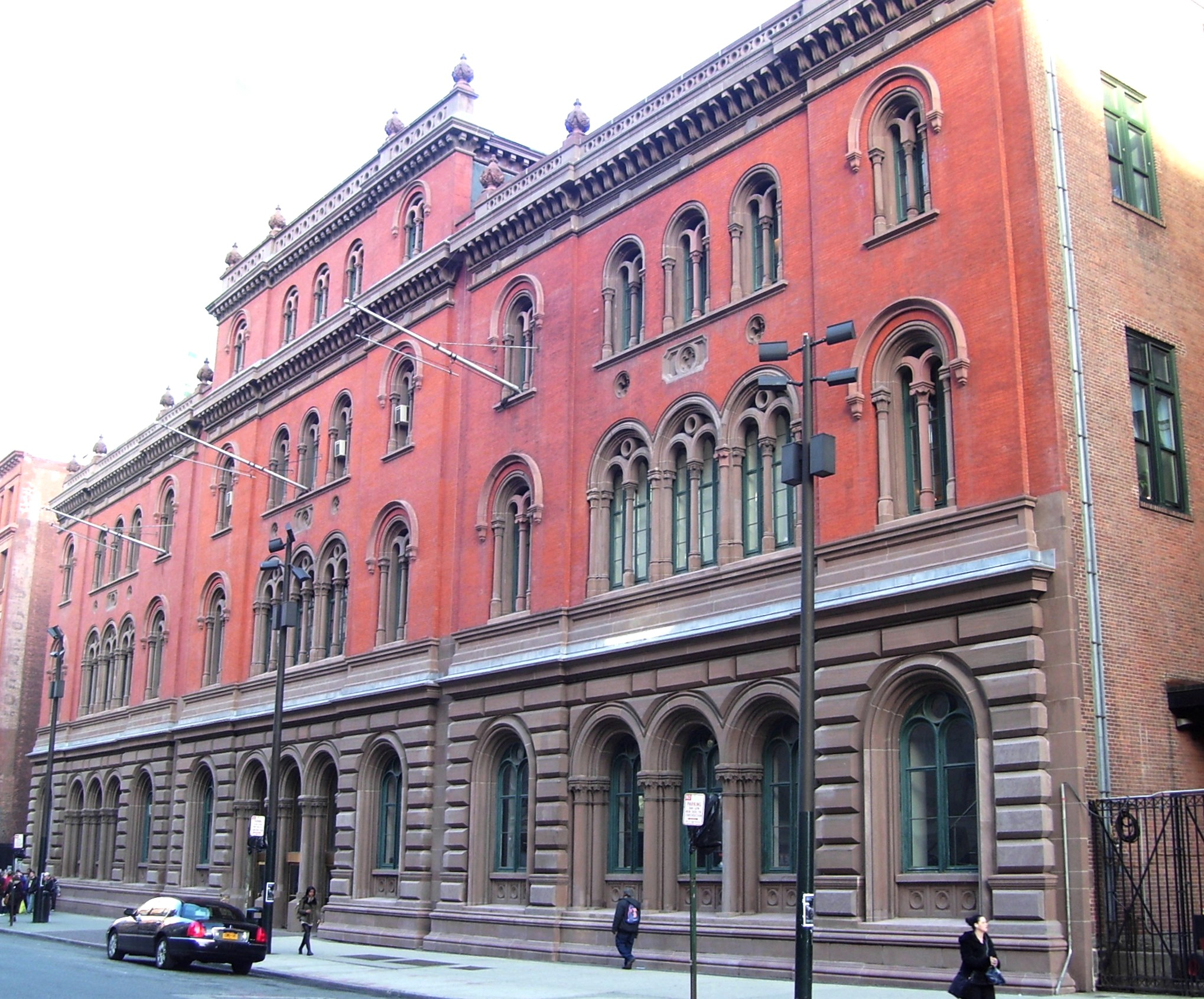
L'antiga Astor Library, ara el Public Theatre (1849-1881)

## Arquitectura Rundbogenstil a Hongria

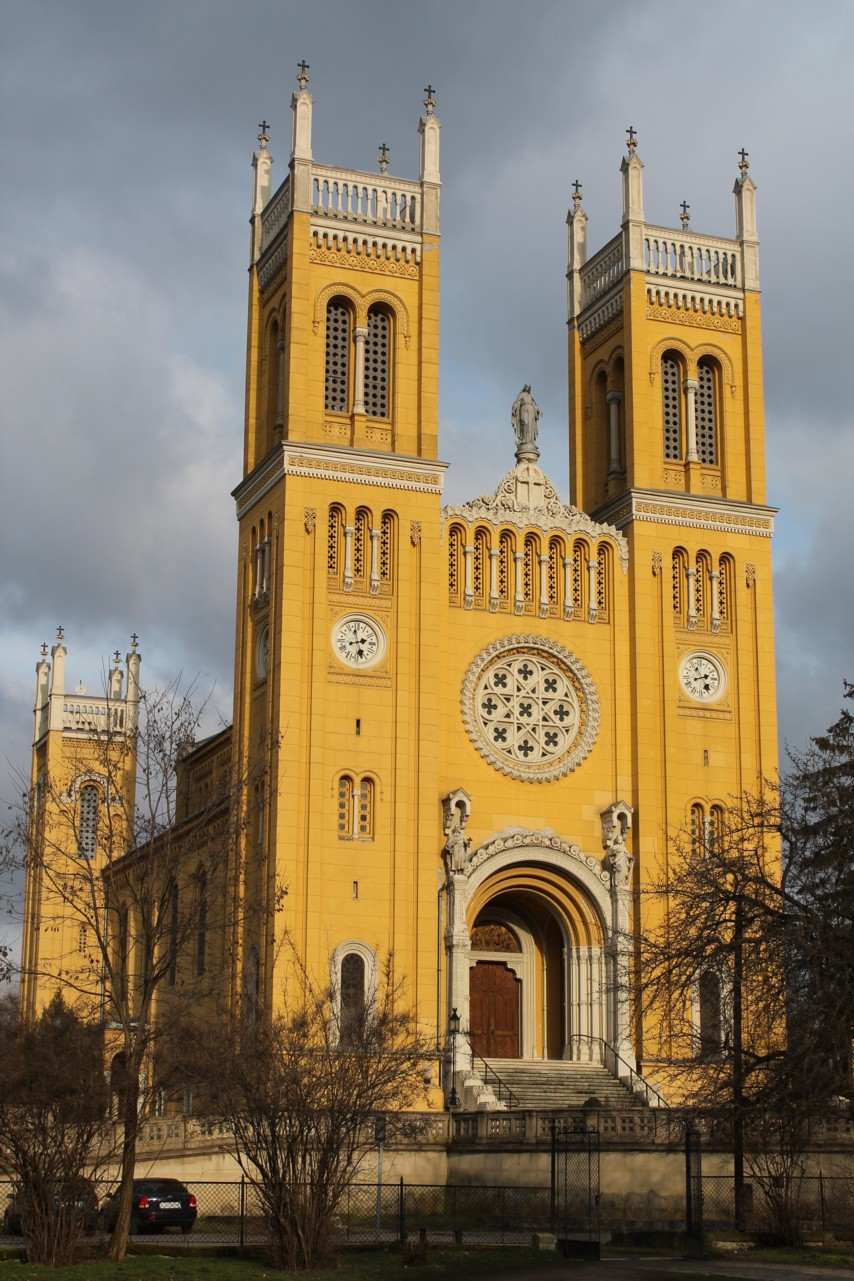
Església parroquial catòlica romana, Fót
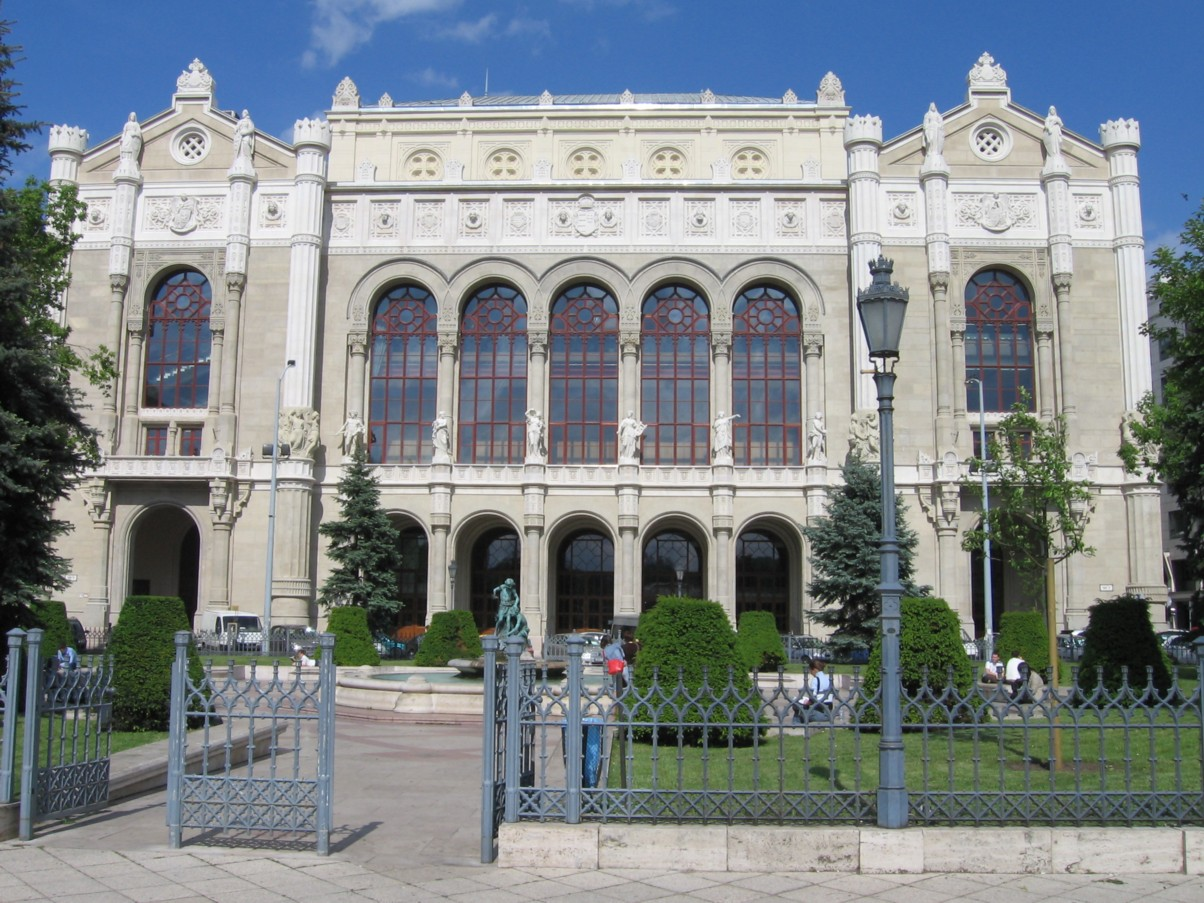
Vigadó Concert Hall, Budapest
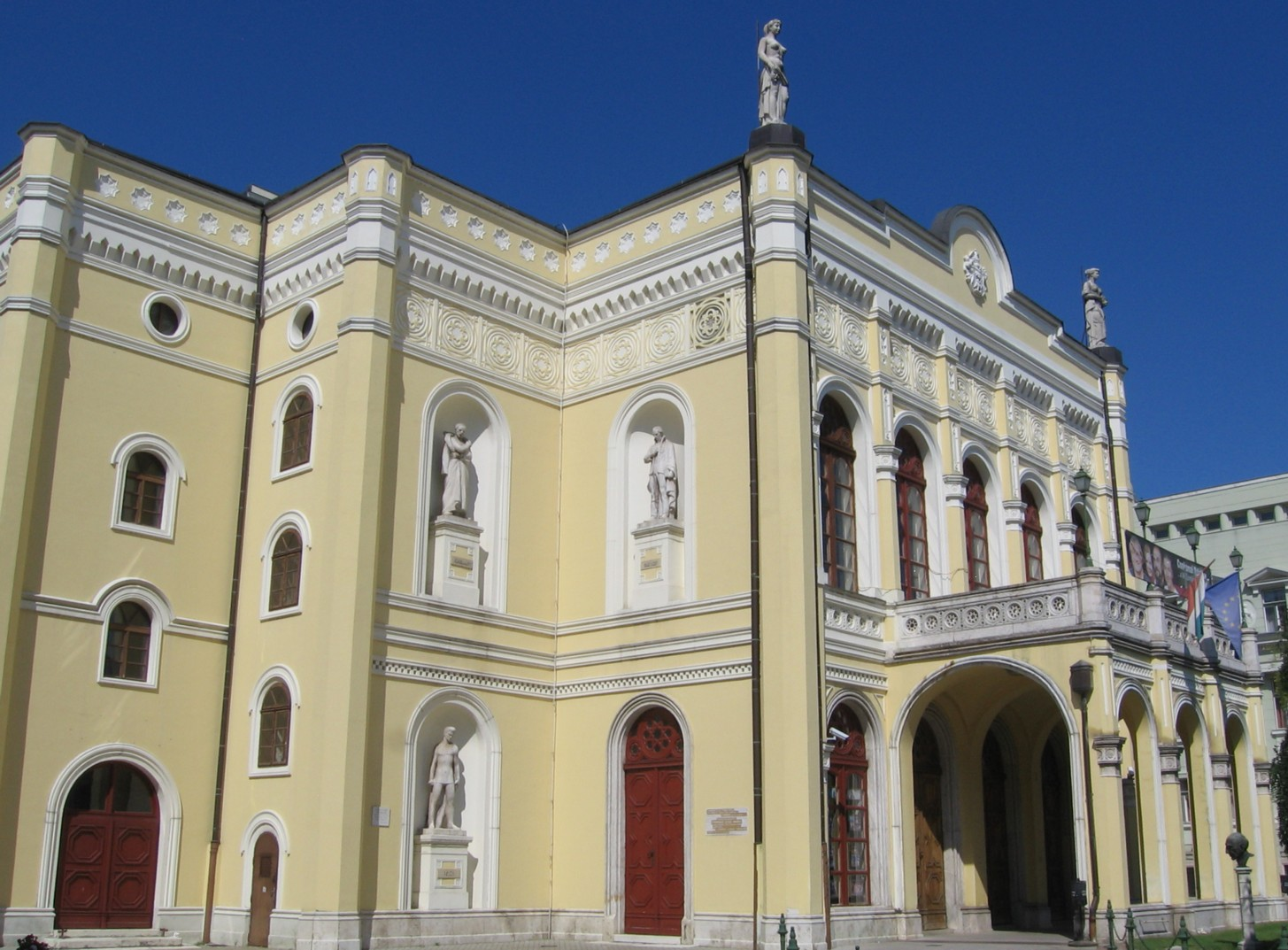
Teatre Csokonai, Debrecen

## Arquitectura d'influència Rundbogenstil a Anglaterra

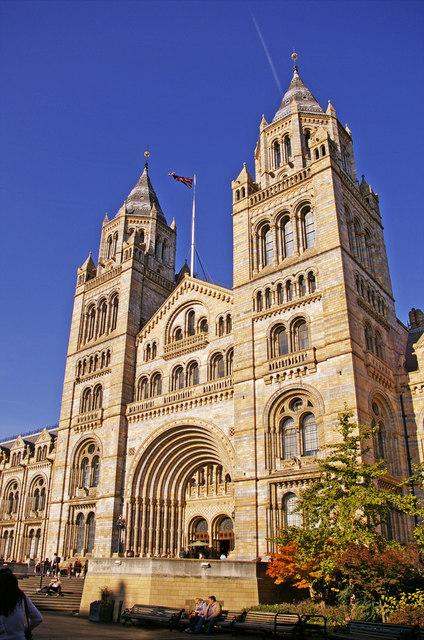
Museu d'Història Natural de Londres